# Biserica reformată din Budiu Mic

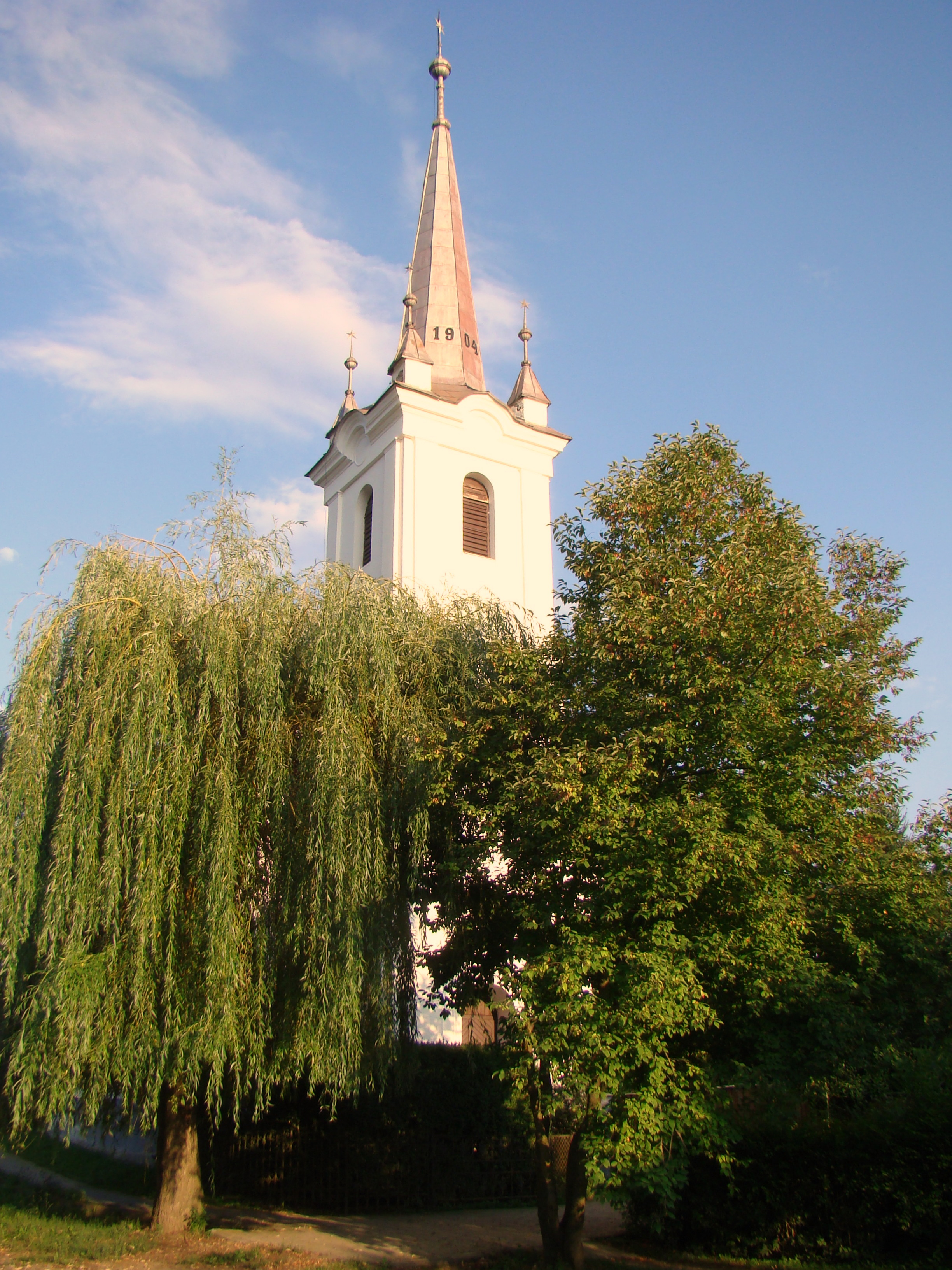
Biserica reformată din Budiu Mic, comuna Crăciunești, județul Mureș (august 2020)

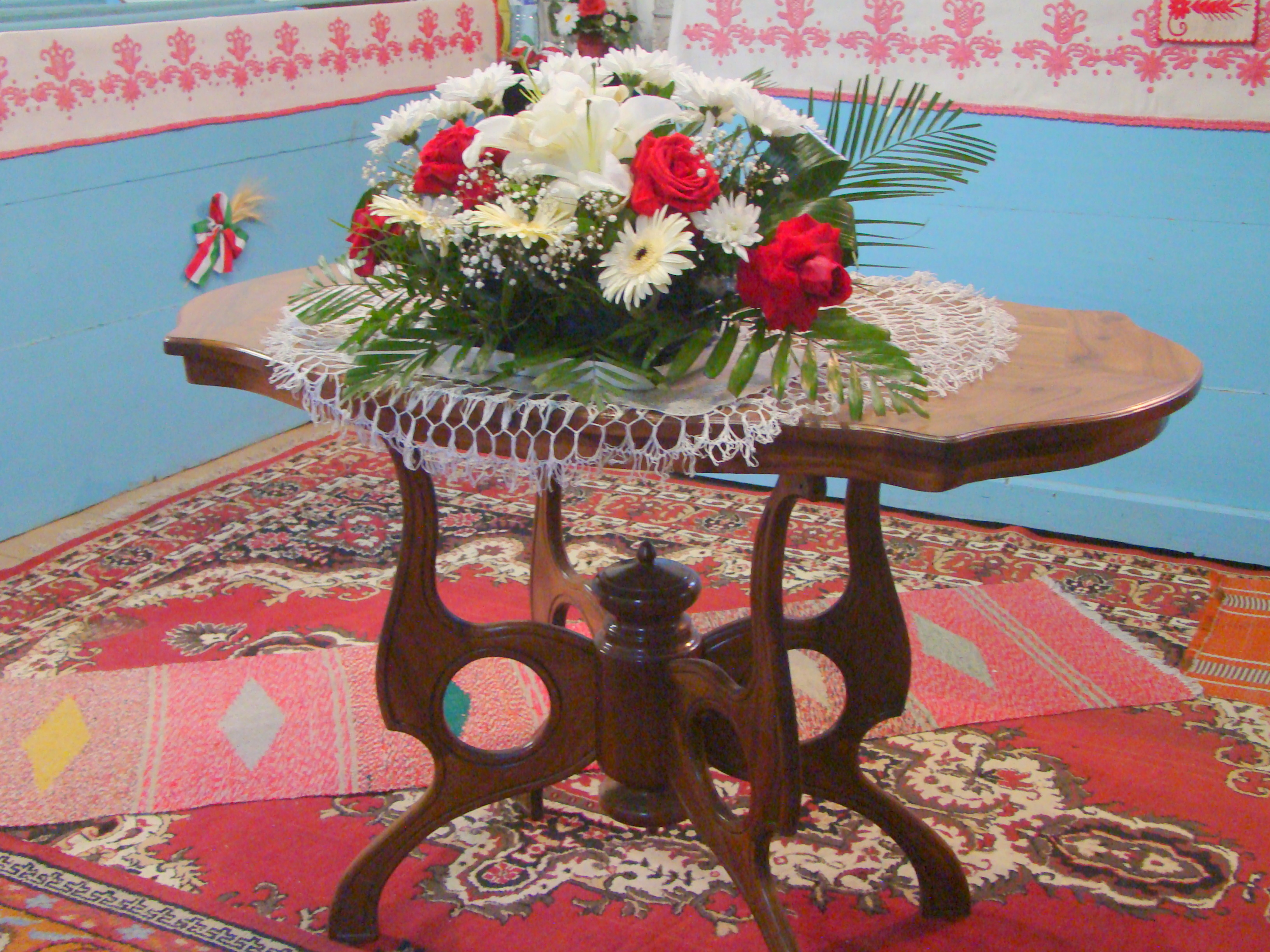
Masa Domnului

Biserica reformată din Budiu Mic este un lăcaș de cult aflat pe teritoriul satului Budiu Mic, comuna Crăciunești. A fost construită în 1802, înlocuind vechea biserică din bârne, de la care s-au păstrat fragmente din tavanul casetat.

## Localitatea
Budiu Mic (în maghiară Hagymásbodon) este un sat în comuna Crăciunești din județul Mureș, Transilvania, România. Menționat documentar în anul 1435 ca poss. Bodon și în 1520 cu denumirea Kysbodon.

## Biserica
Credincioșii catolici medievali au trecut la calvinism în timpul Reformei. Satul a fost situat într-un loc numit Telek, de unde s-a mutat mai târziu în vale. Situl arheologic „Teleac-Telek” figurează în lista monumentelor istorice (cod LMI MS-I-s-B-15353). În secolul trecut, locația vechii biserici era încă cunoscută, existând și un cimitir în jurul fostei biserici, deoarece uneori ieșeau la suprafață oase și cranii umane. Vechea biserică de lemn a fost înlocuită de actuala  biserică de piatră în 1802, iar bârnele biserici de lemn au fost vândute greco-catolicilor.
Orga bisericii a fost realizată în anul 1876 de constructorul de orgi Takácsy Ignácz din Târgu Mureș. Masa Domnului are o vechime de cca 25 de ani, cea veche se află și ea în biserică, dar e deteriorată.

## Imagini din exterior

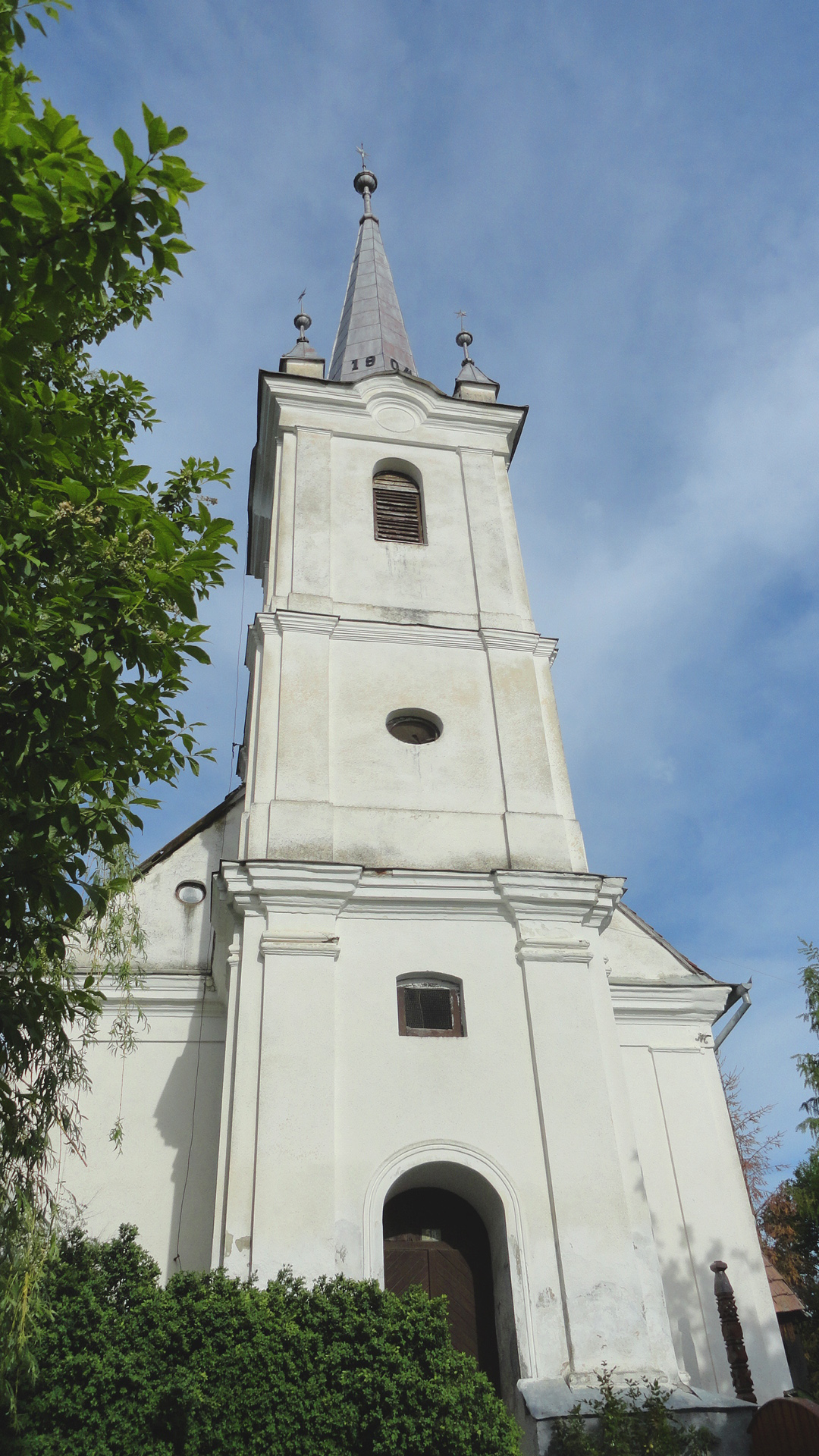
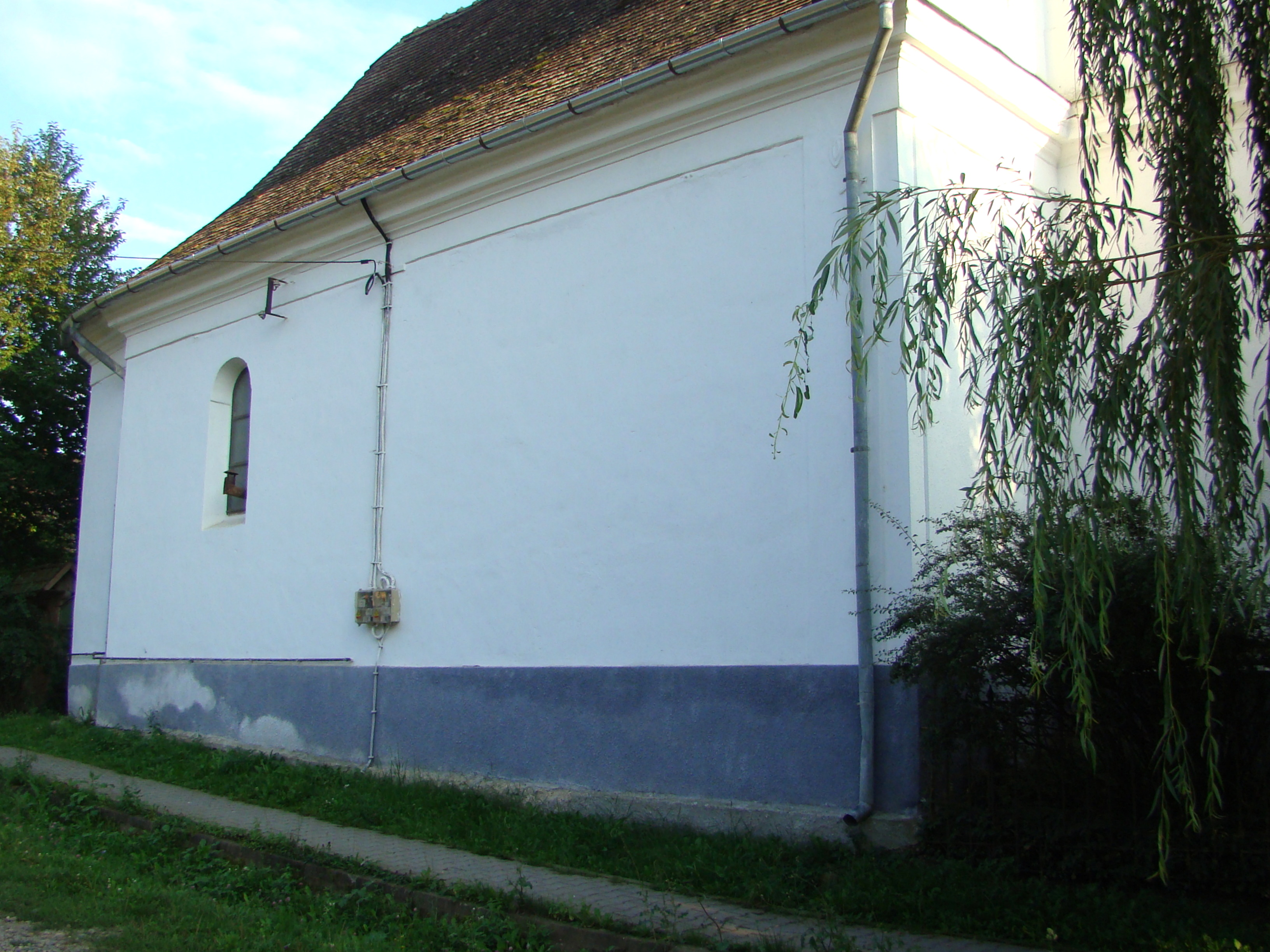
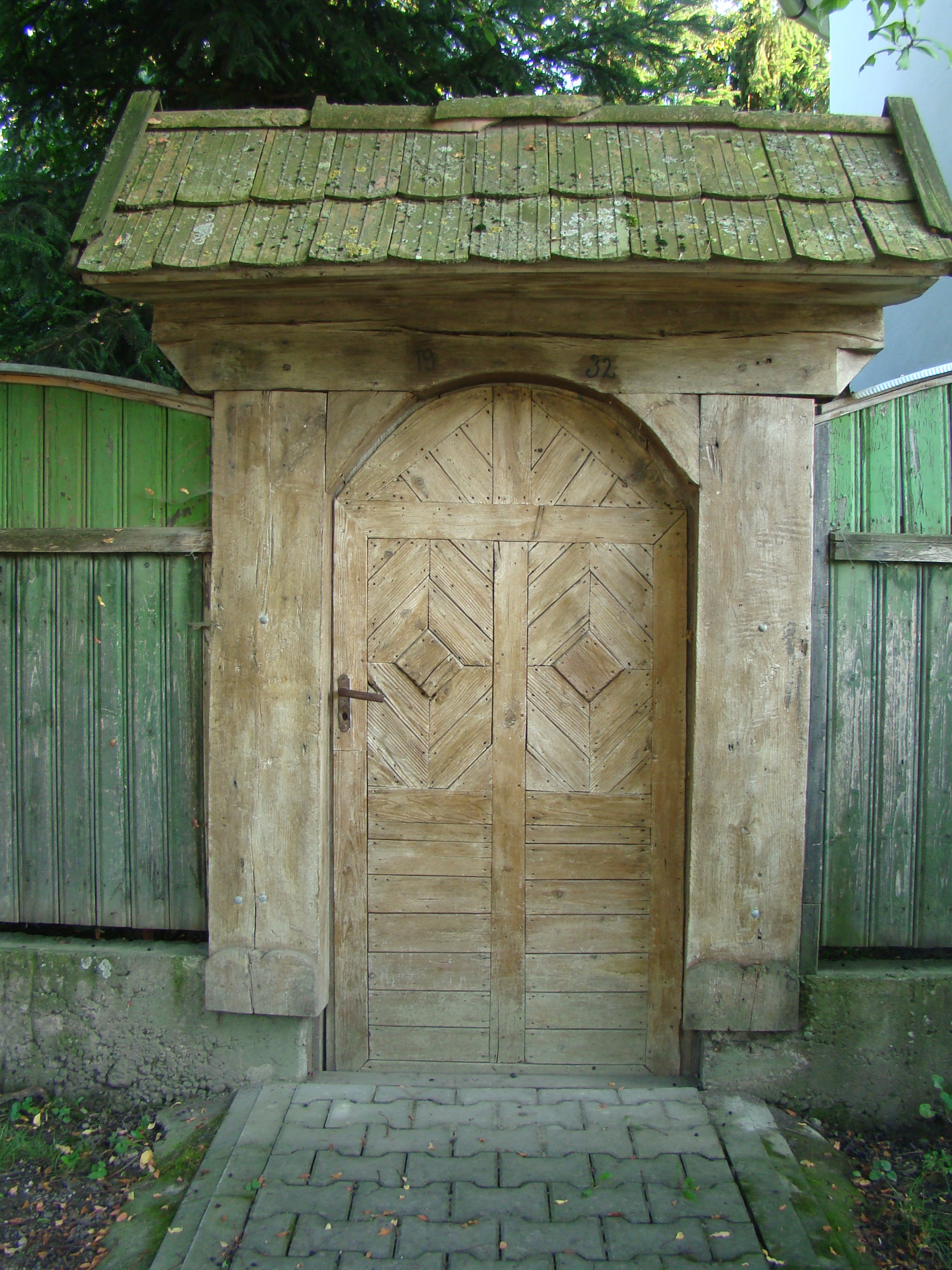
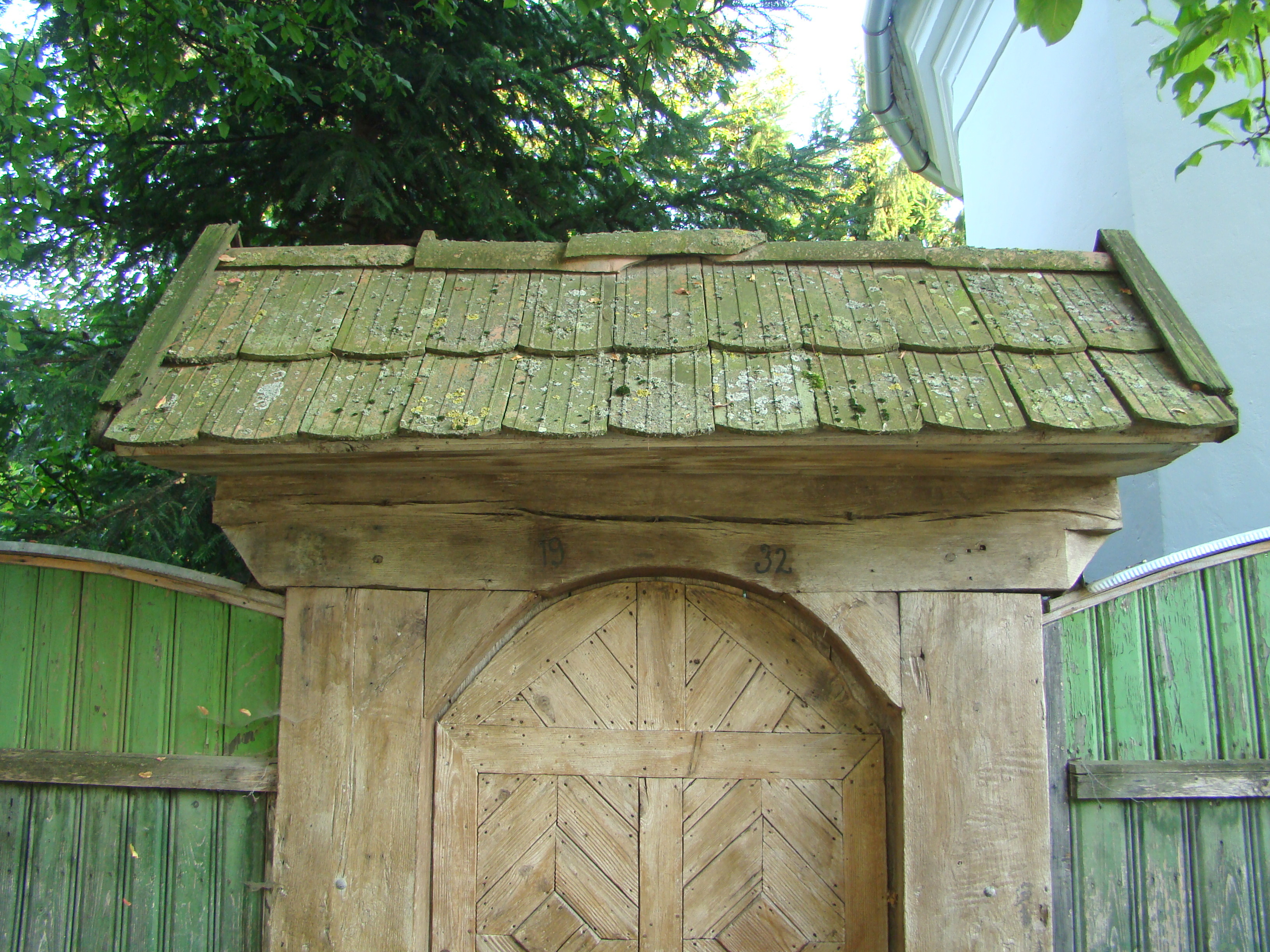
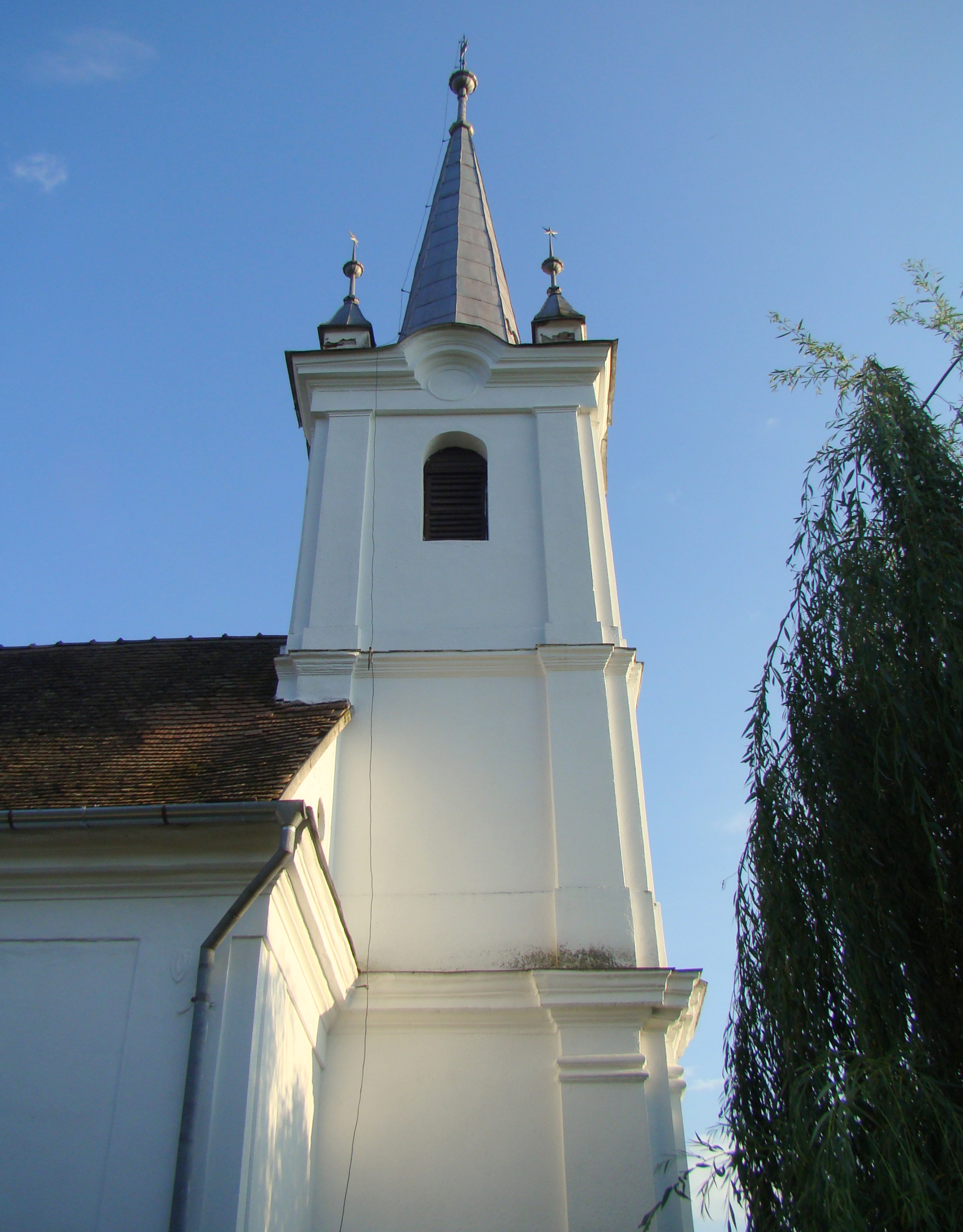
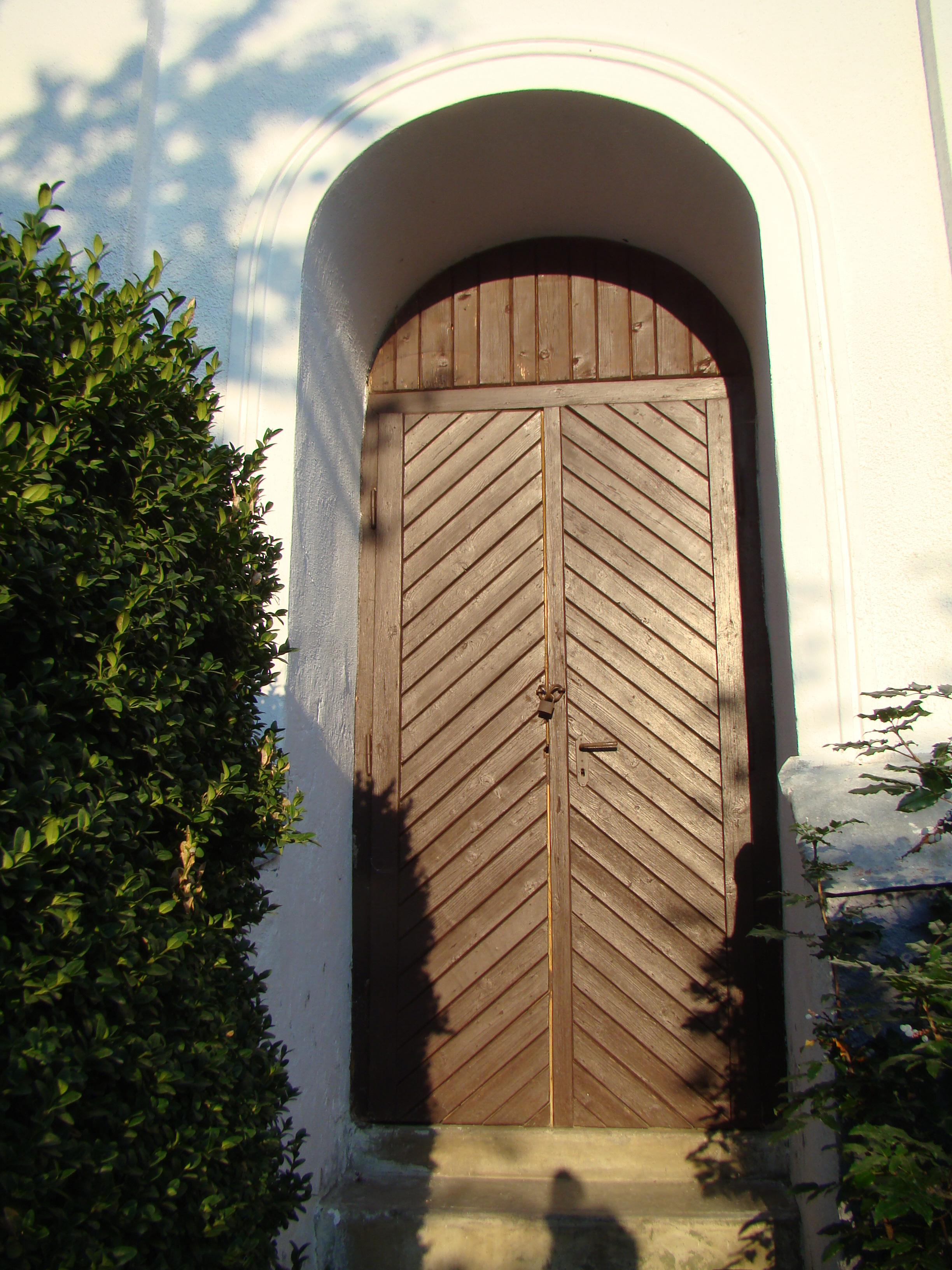
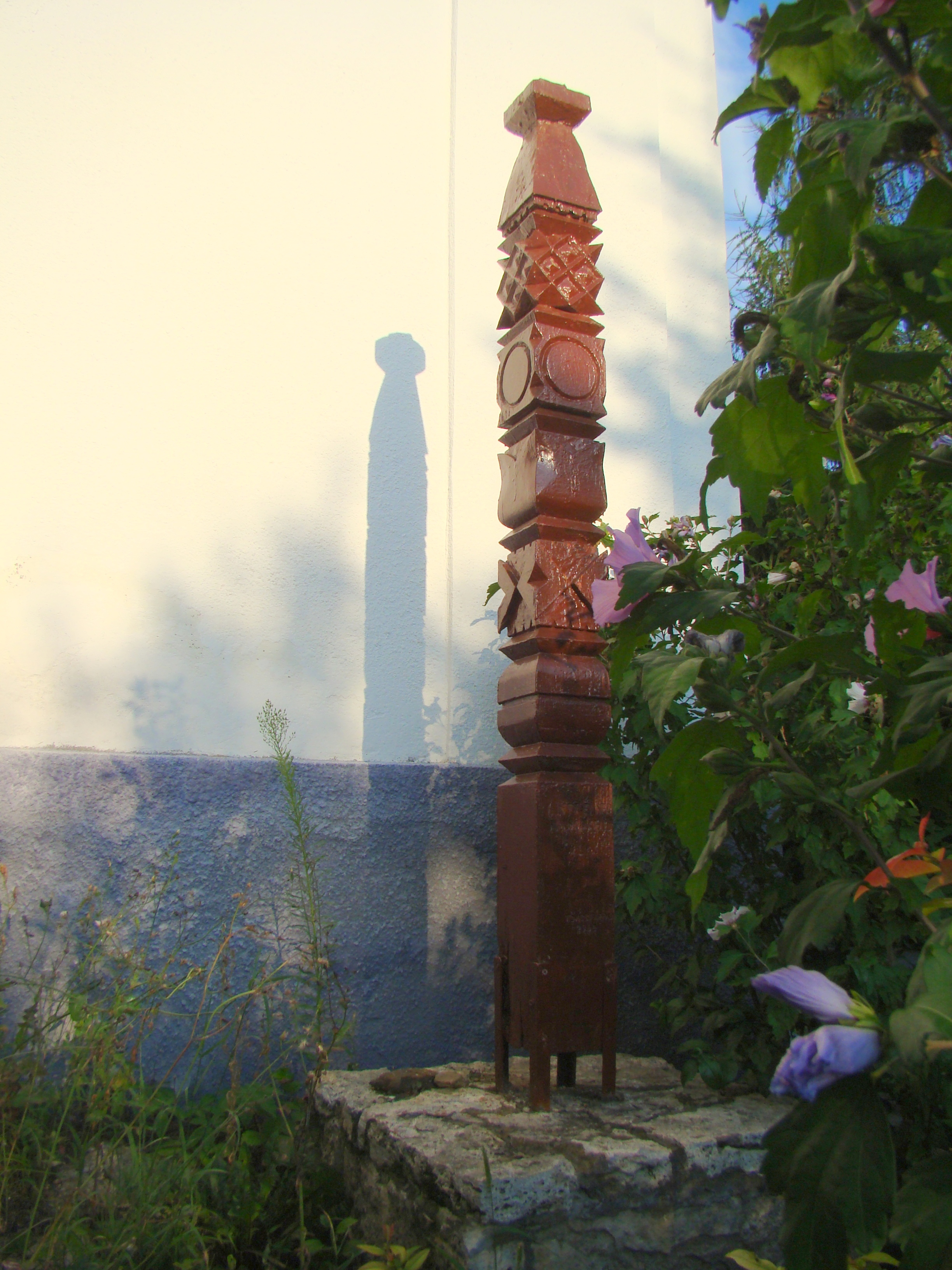
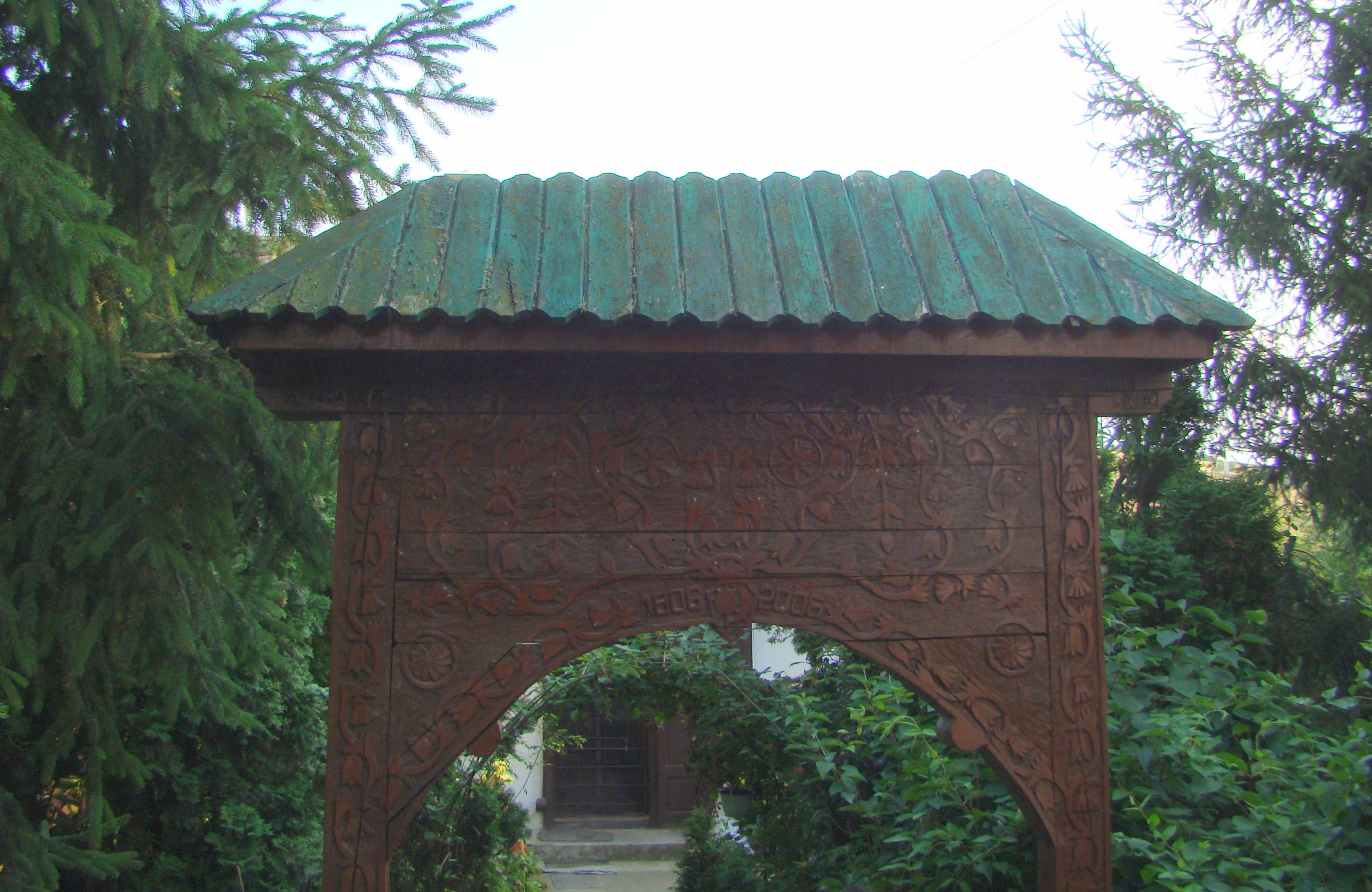
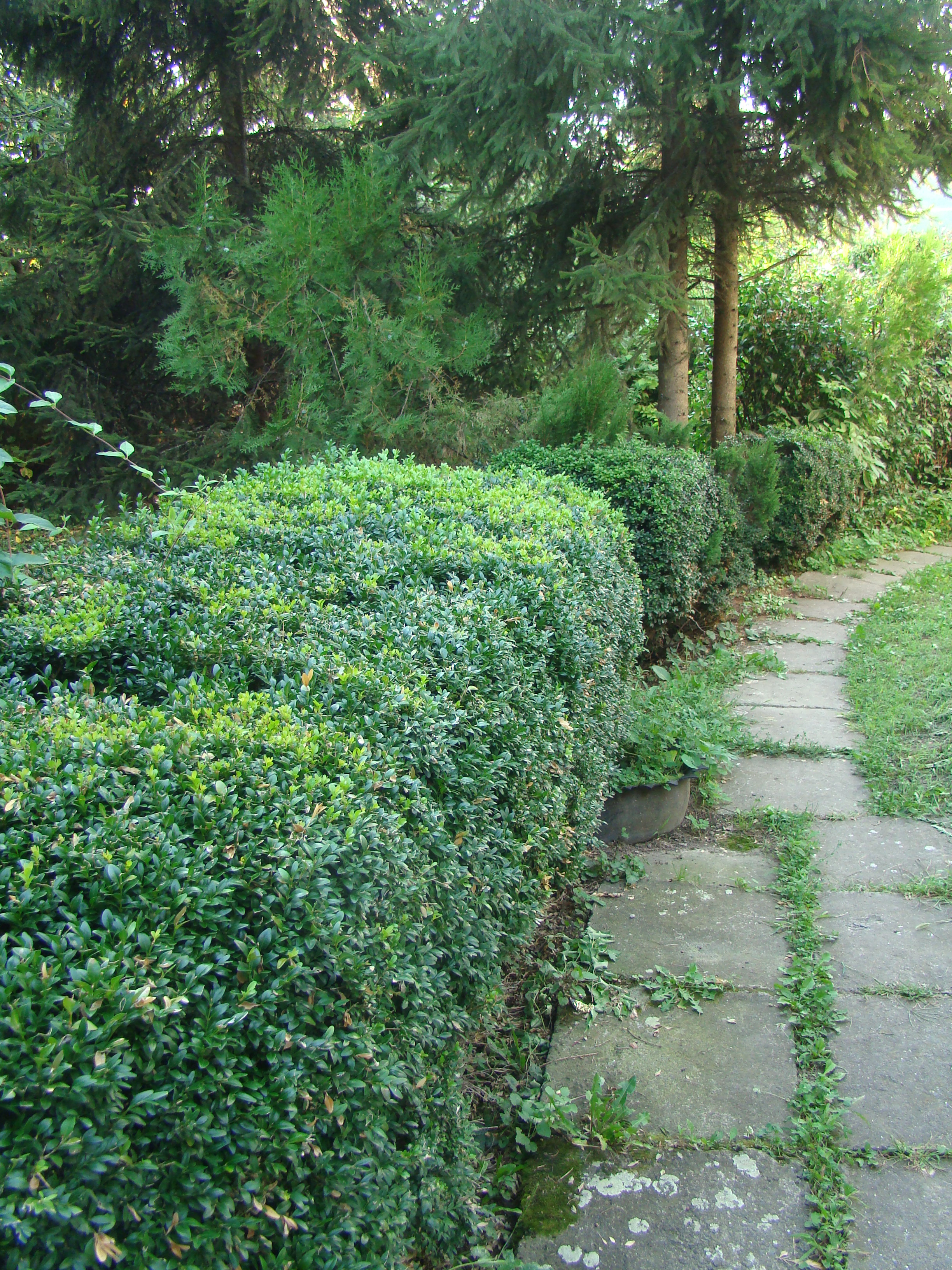
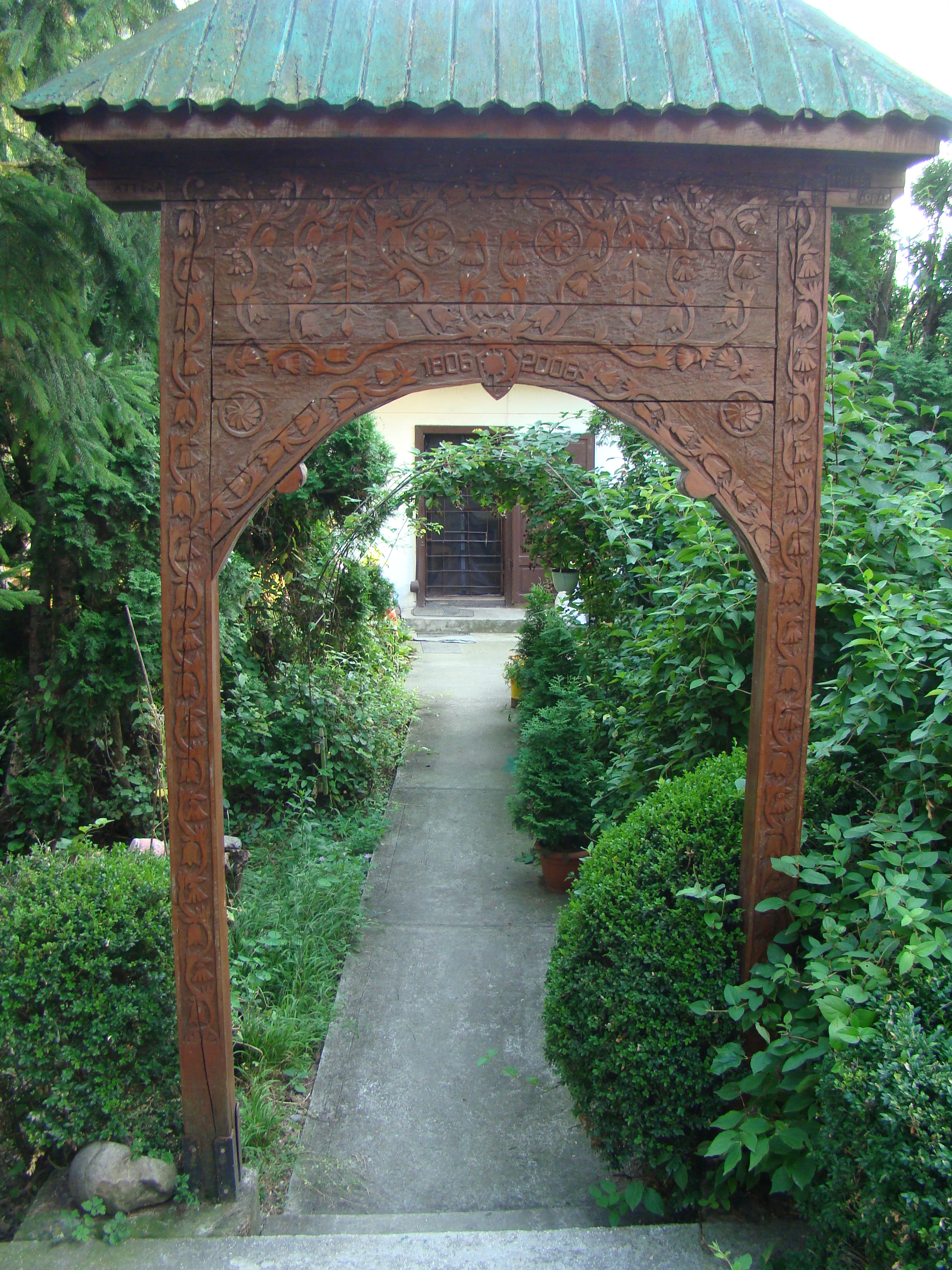
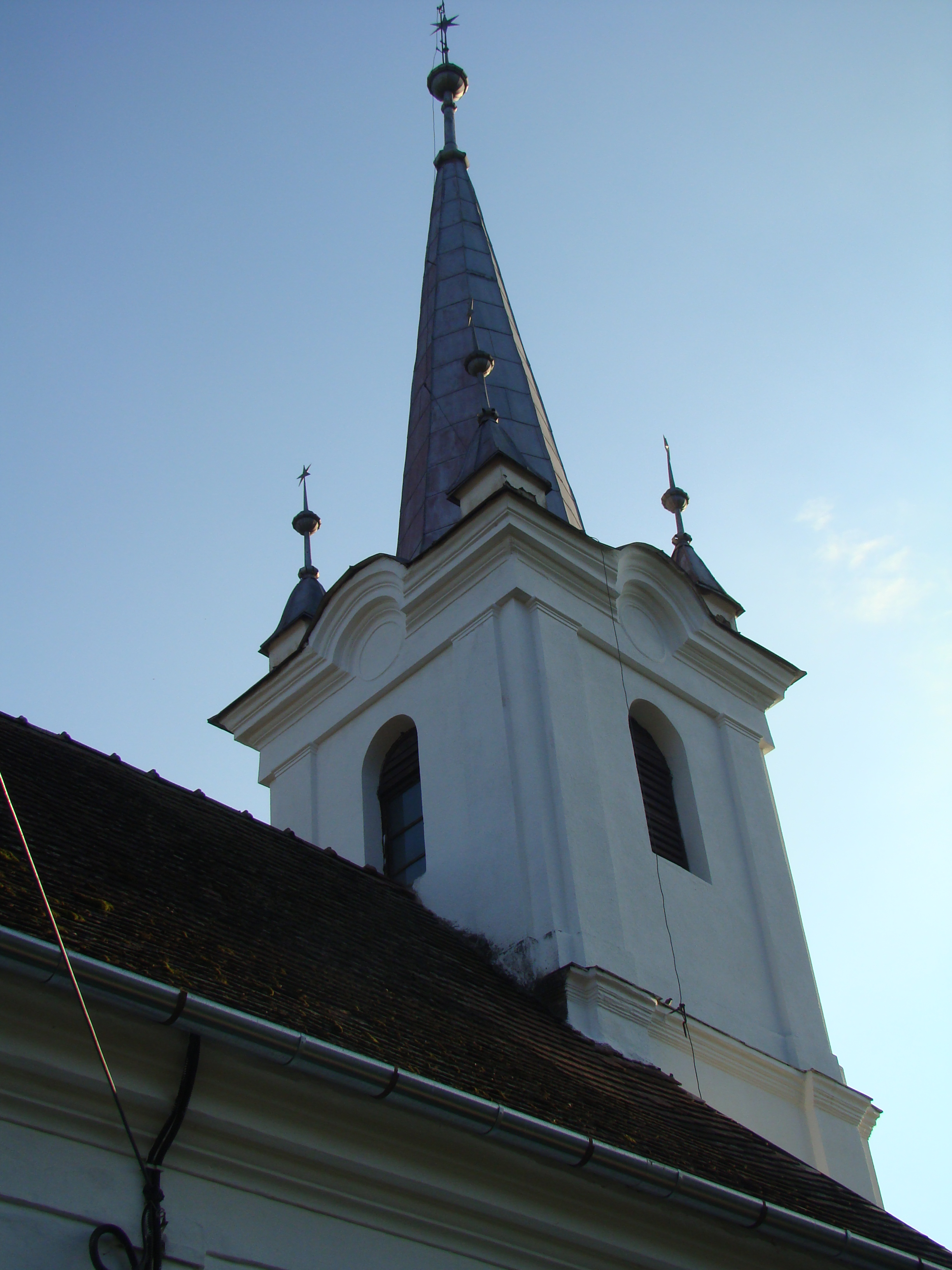
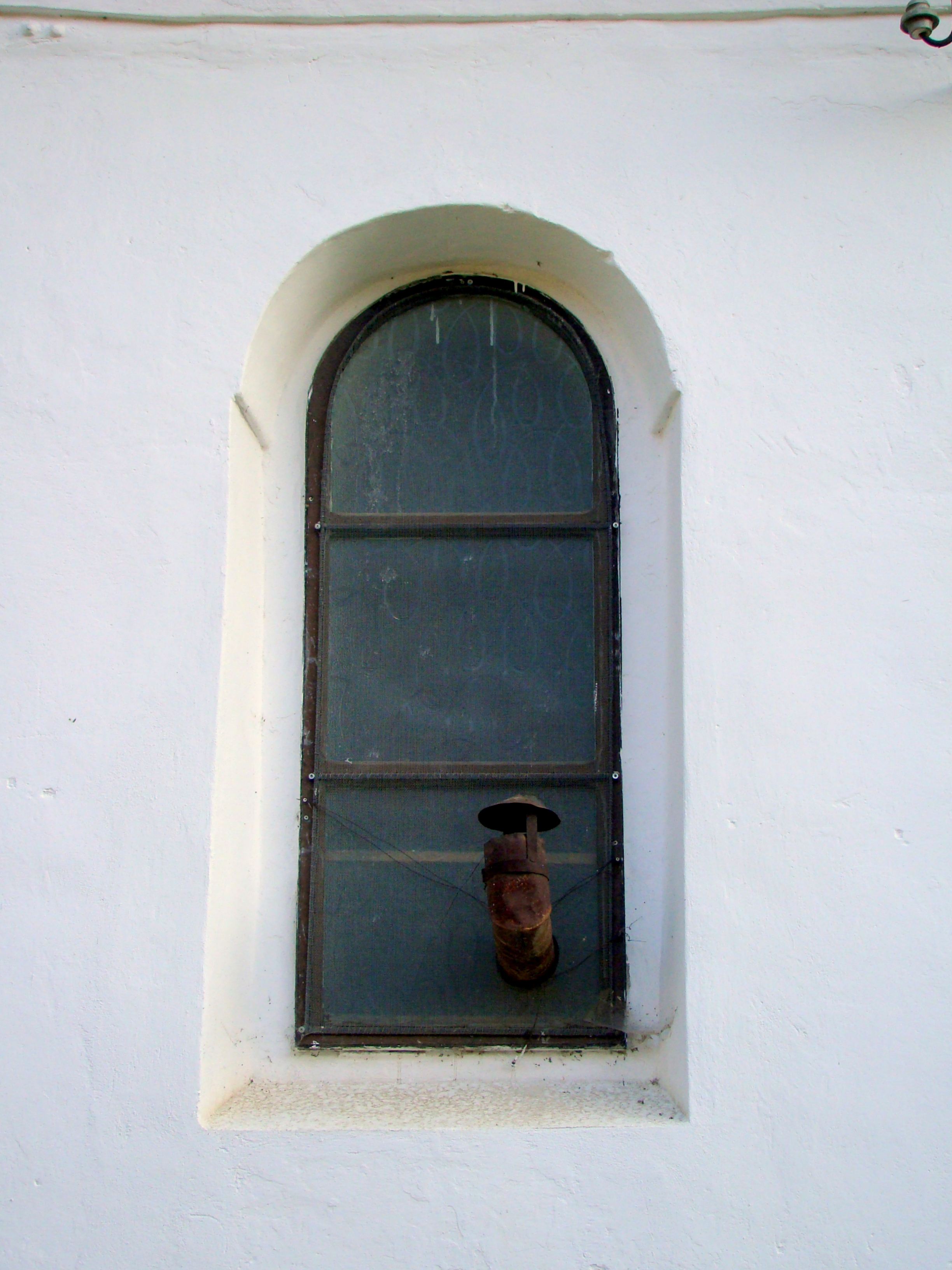
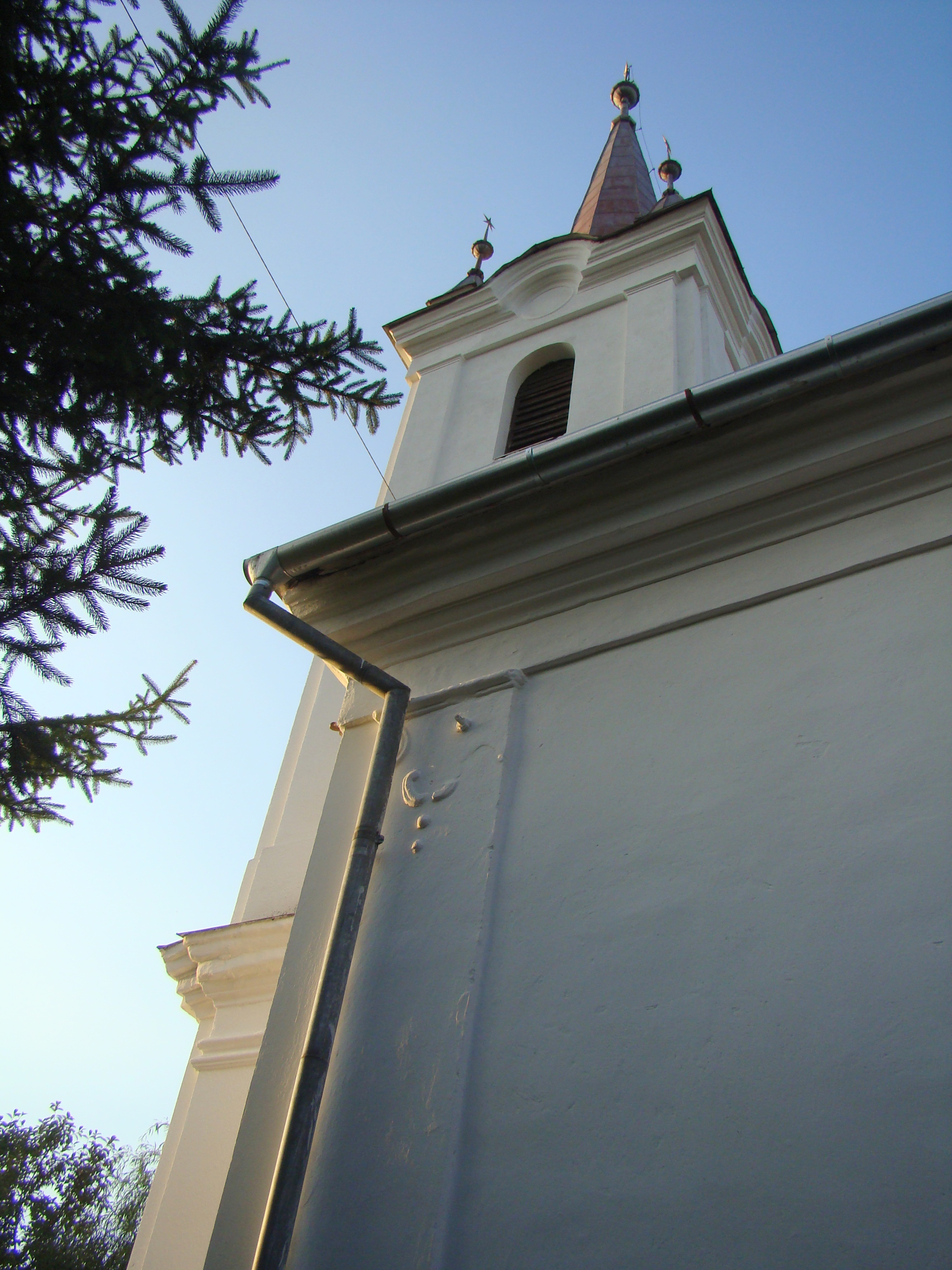
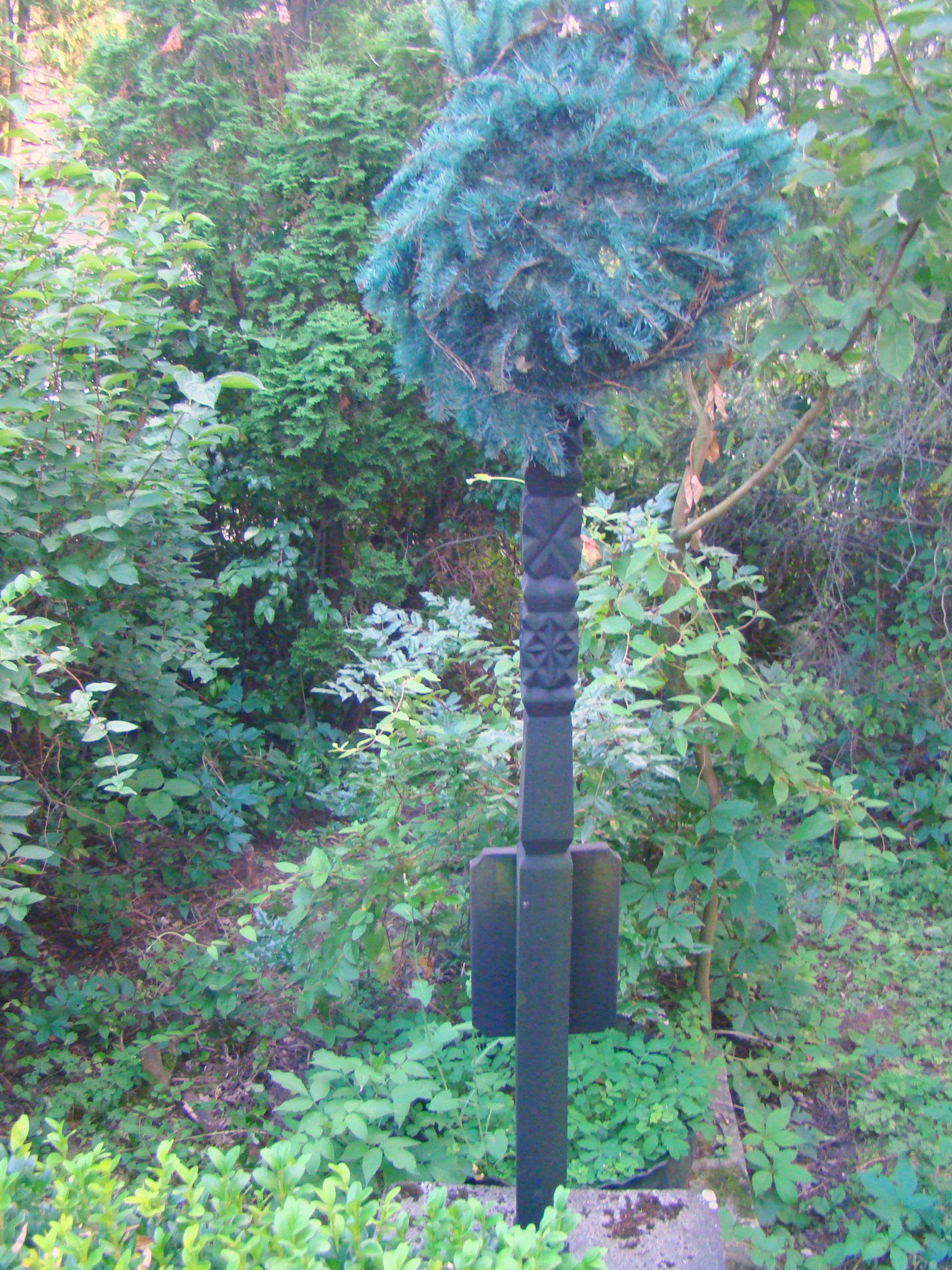
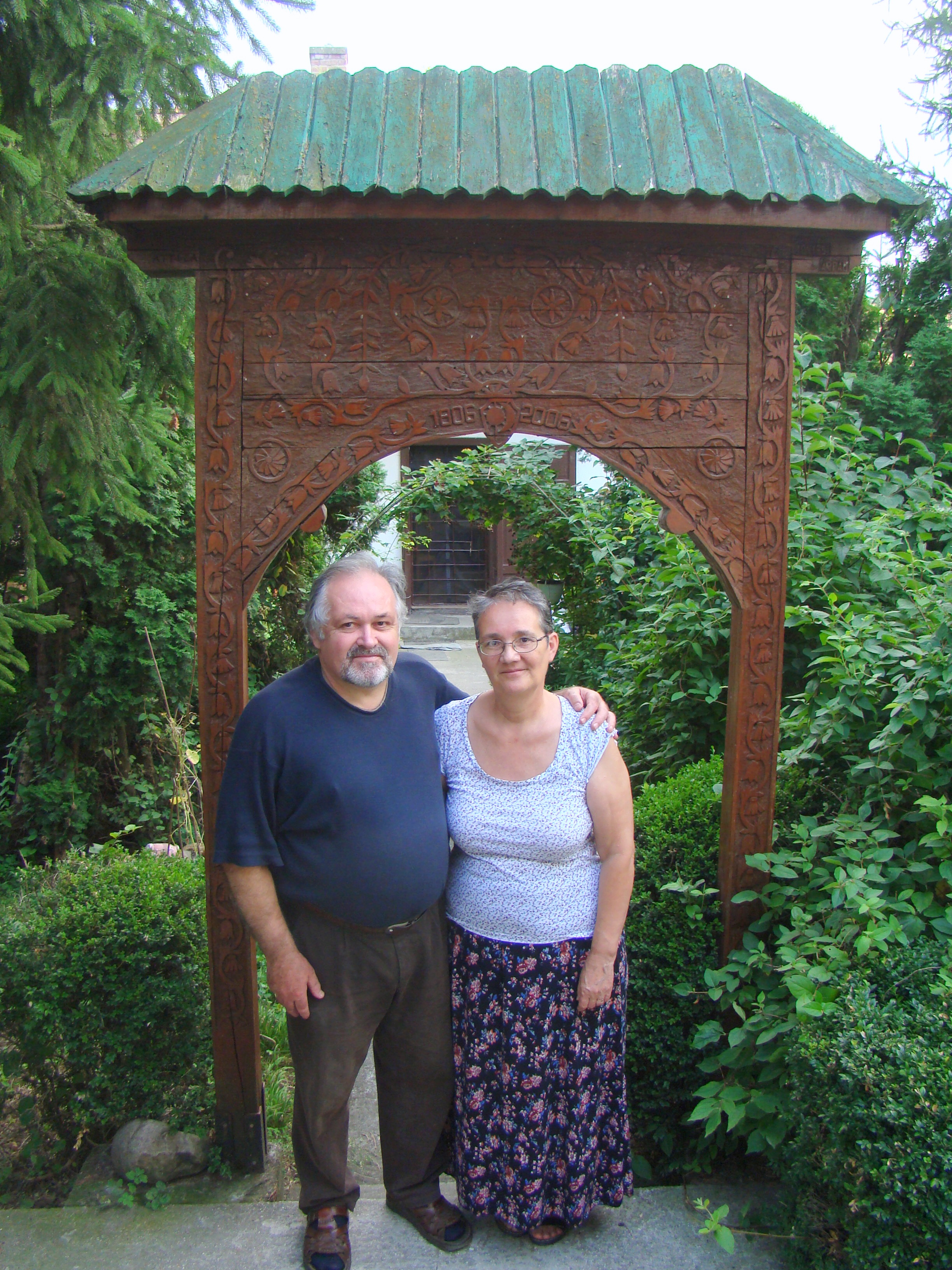
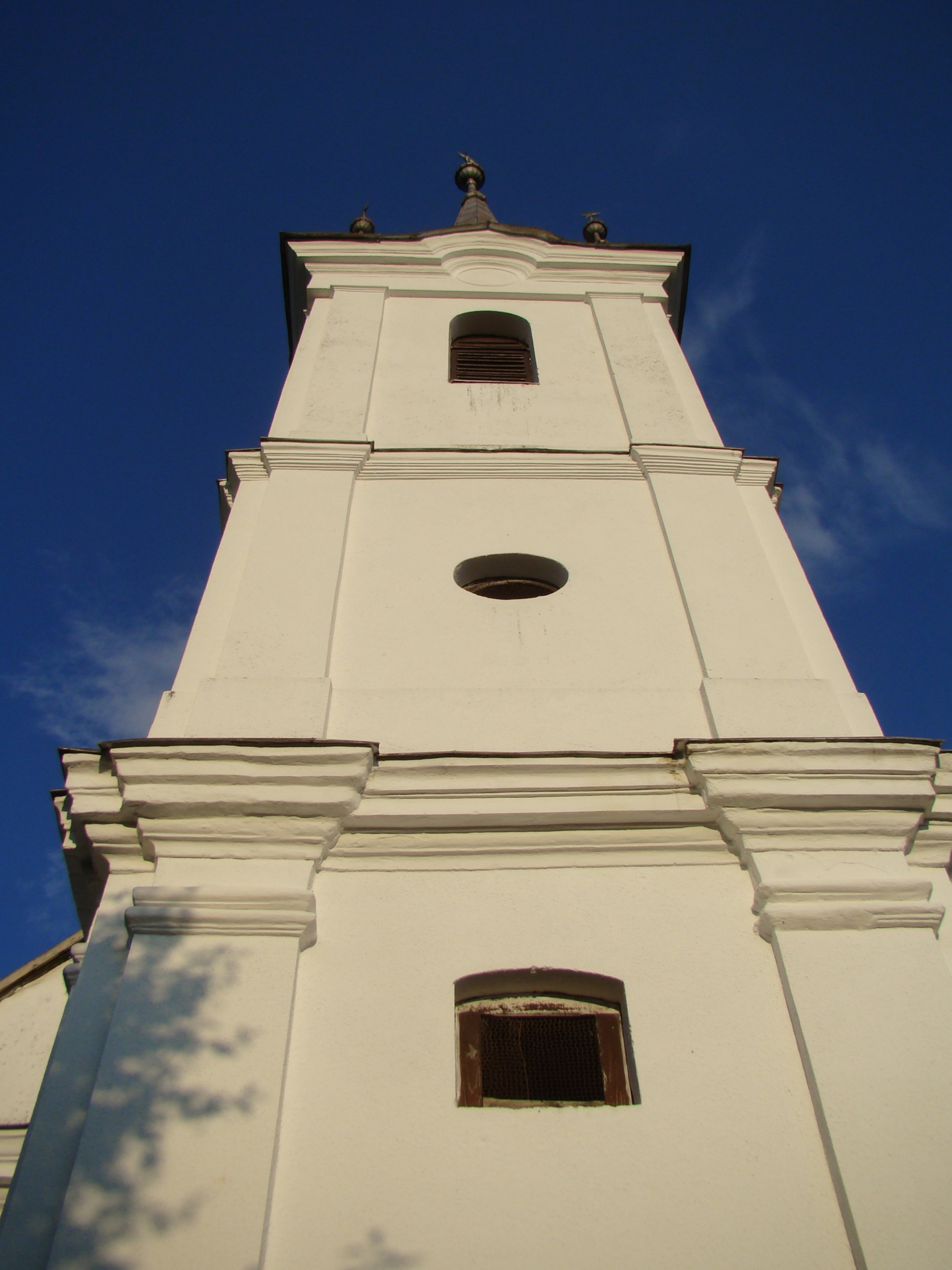
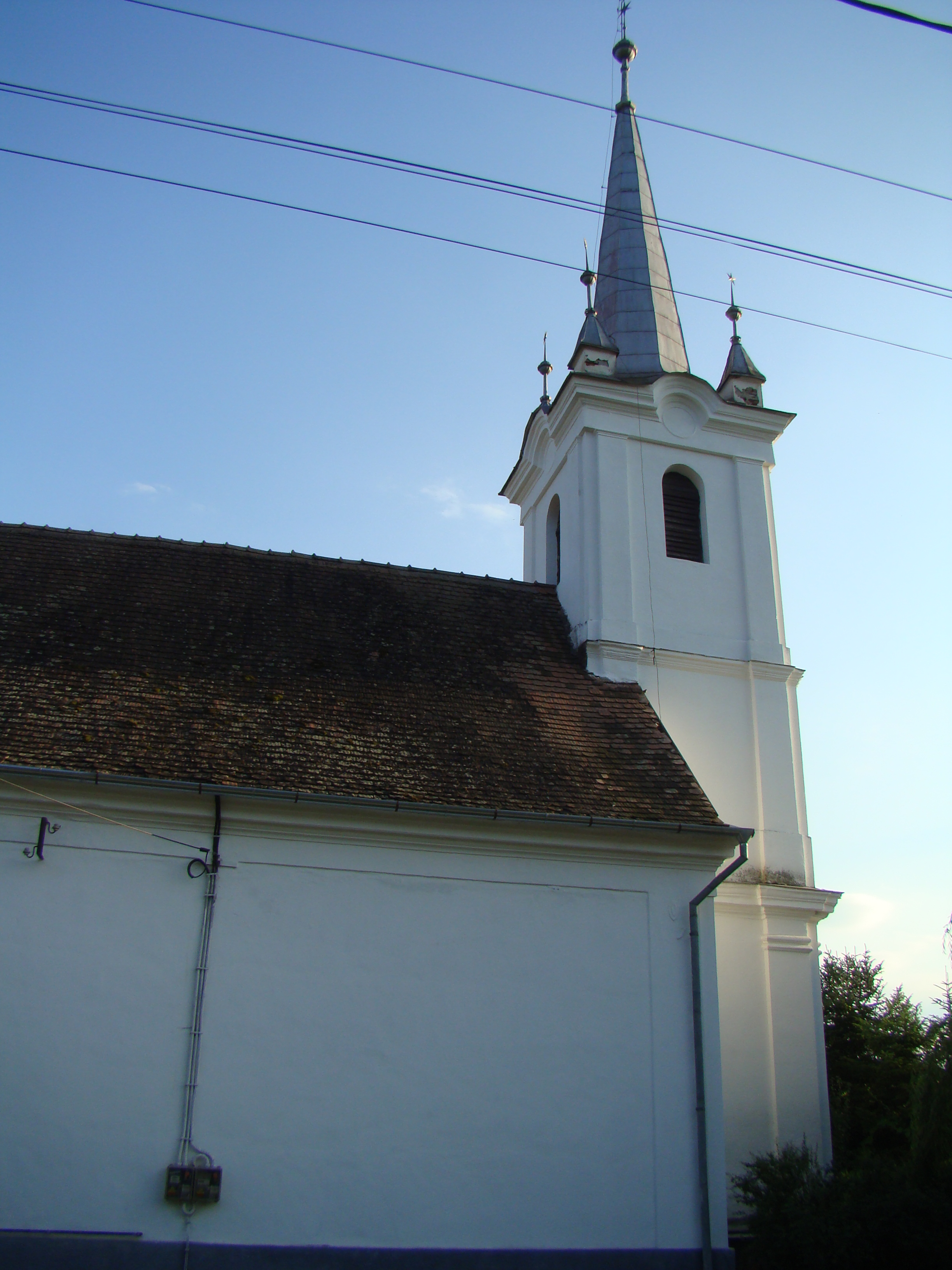

## Vezi și
- Budiu Mic, Mureș
- Comuna Crăciunești, Mureș

## Imagini din interior

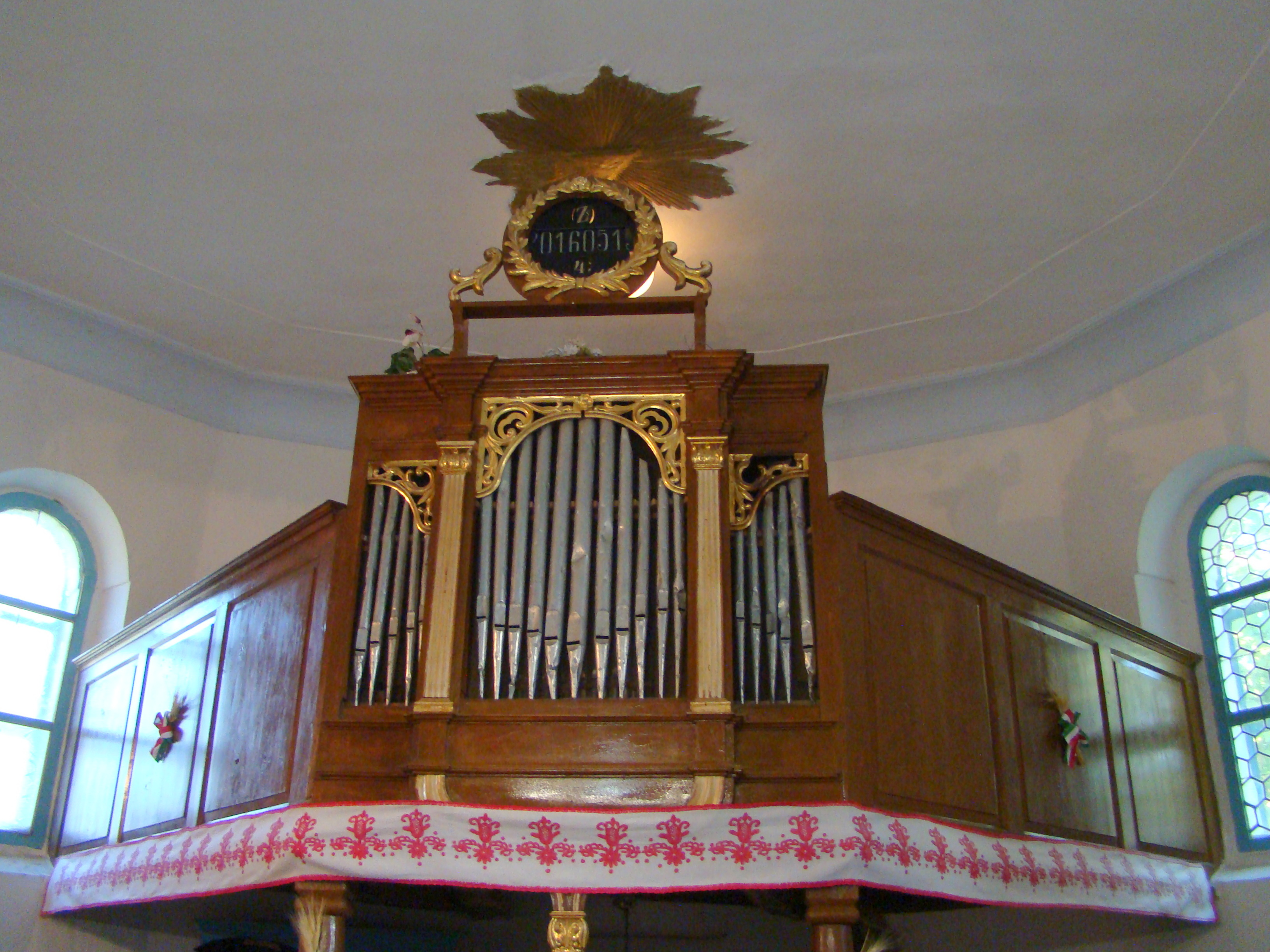
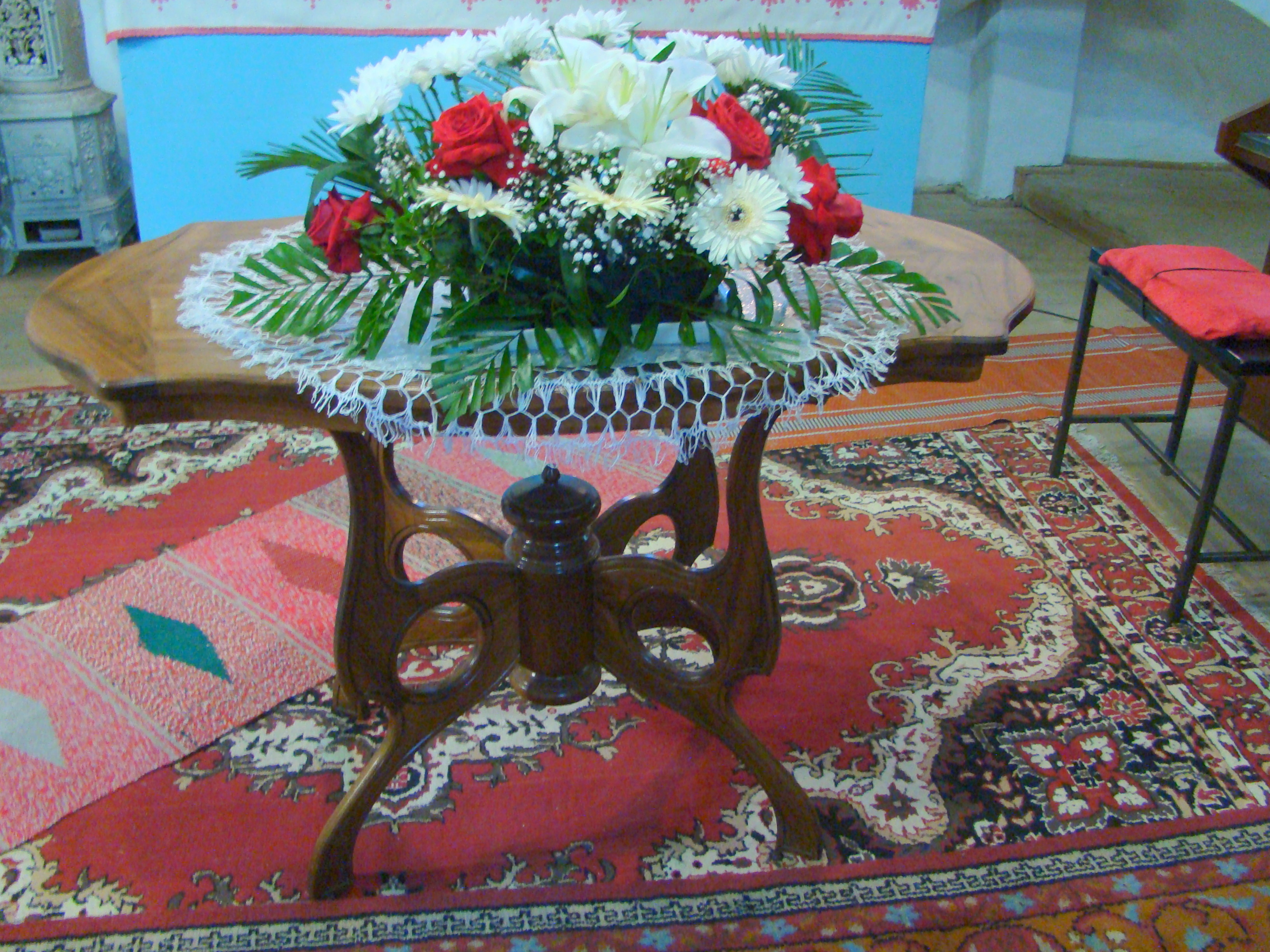
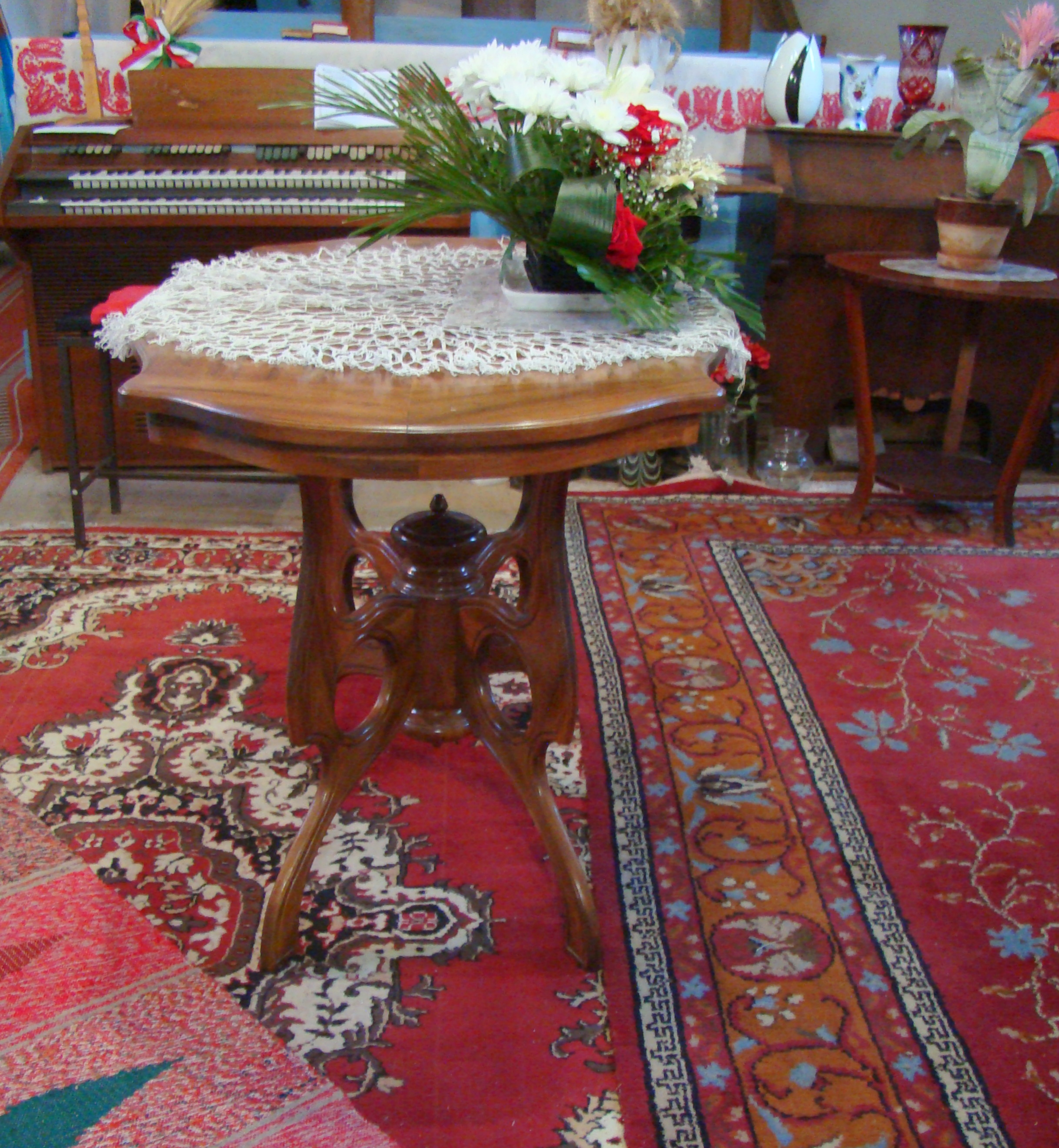
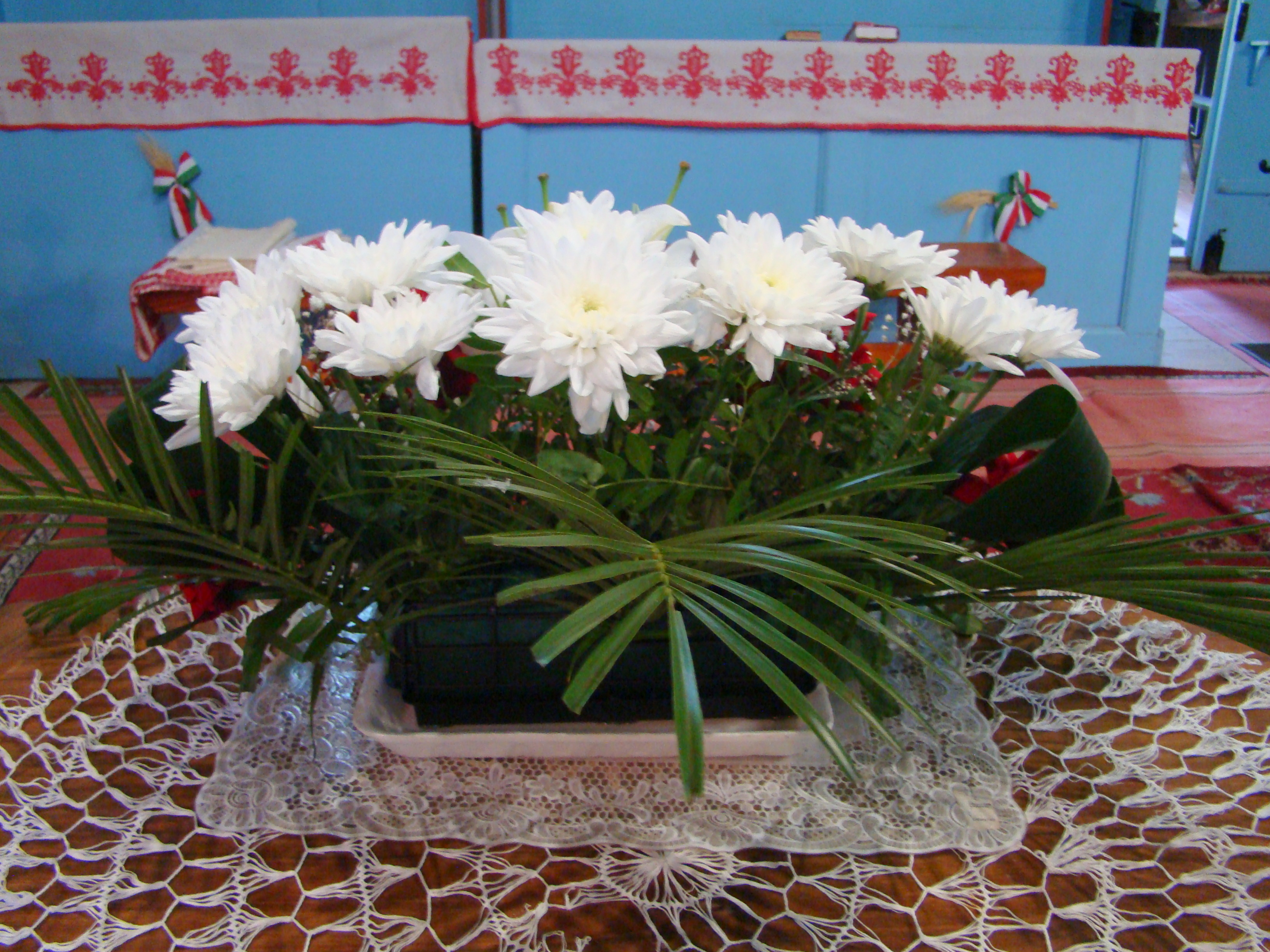
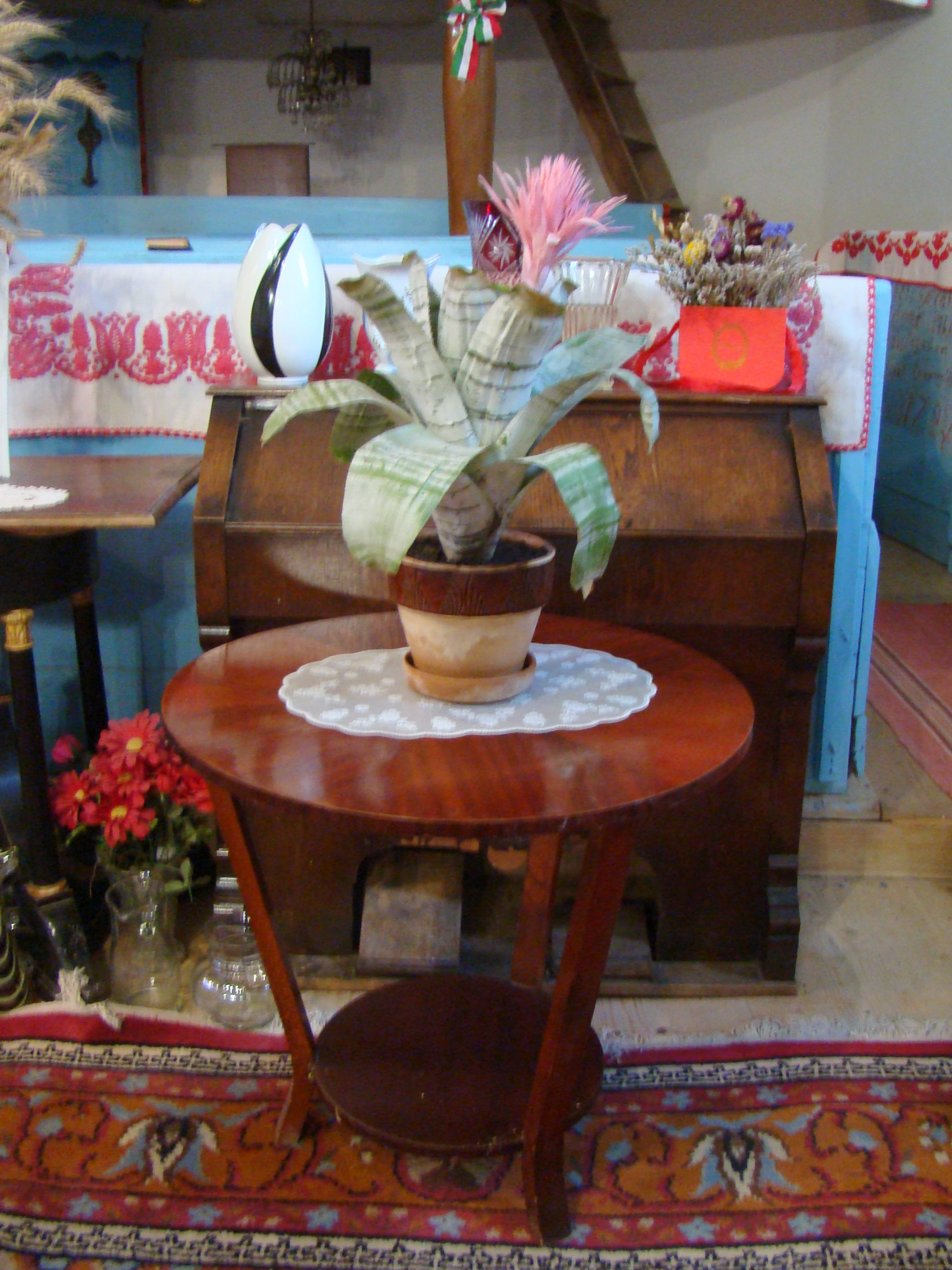
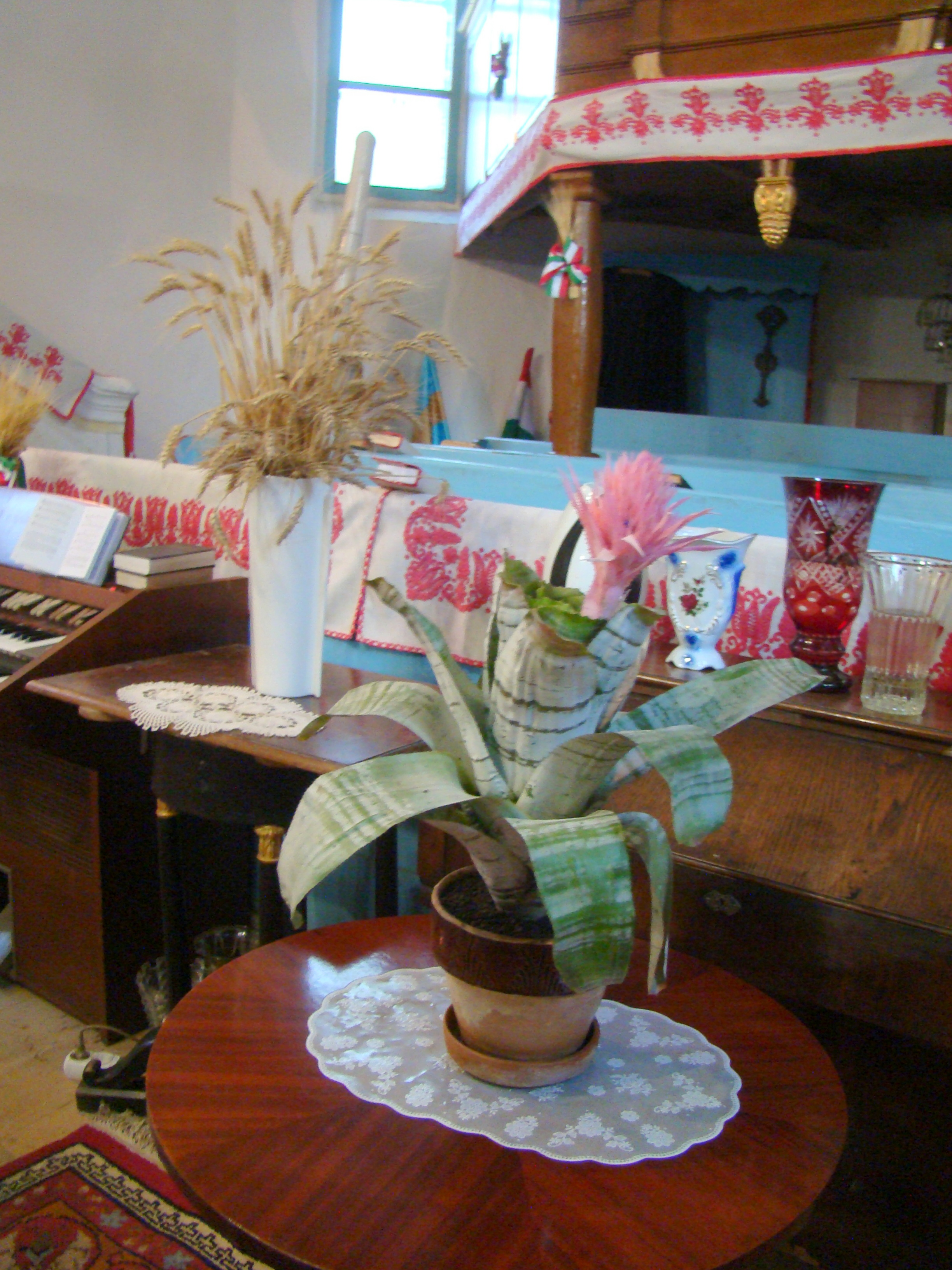
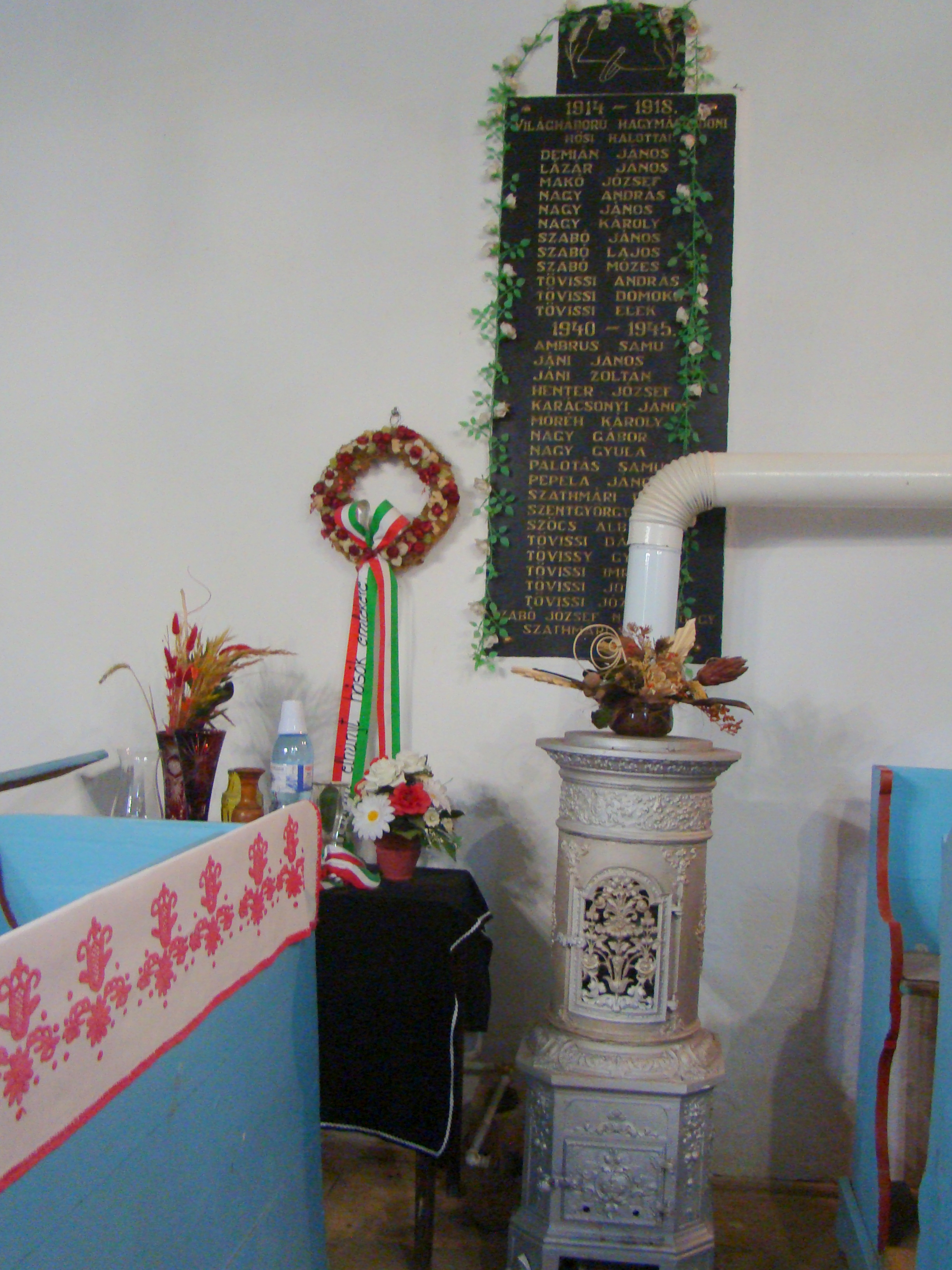
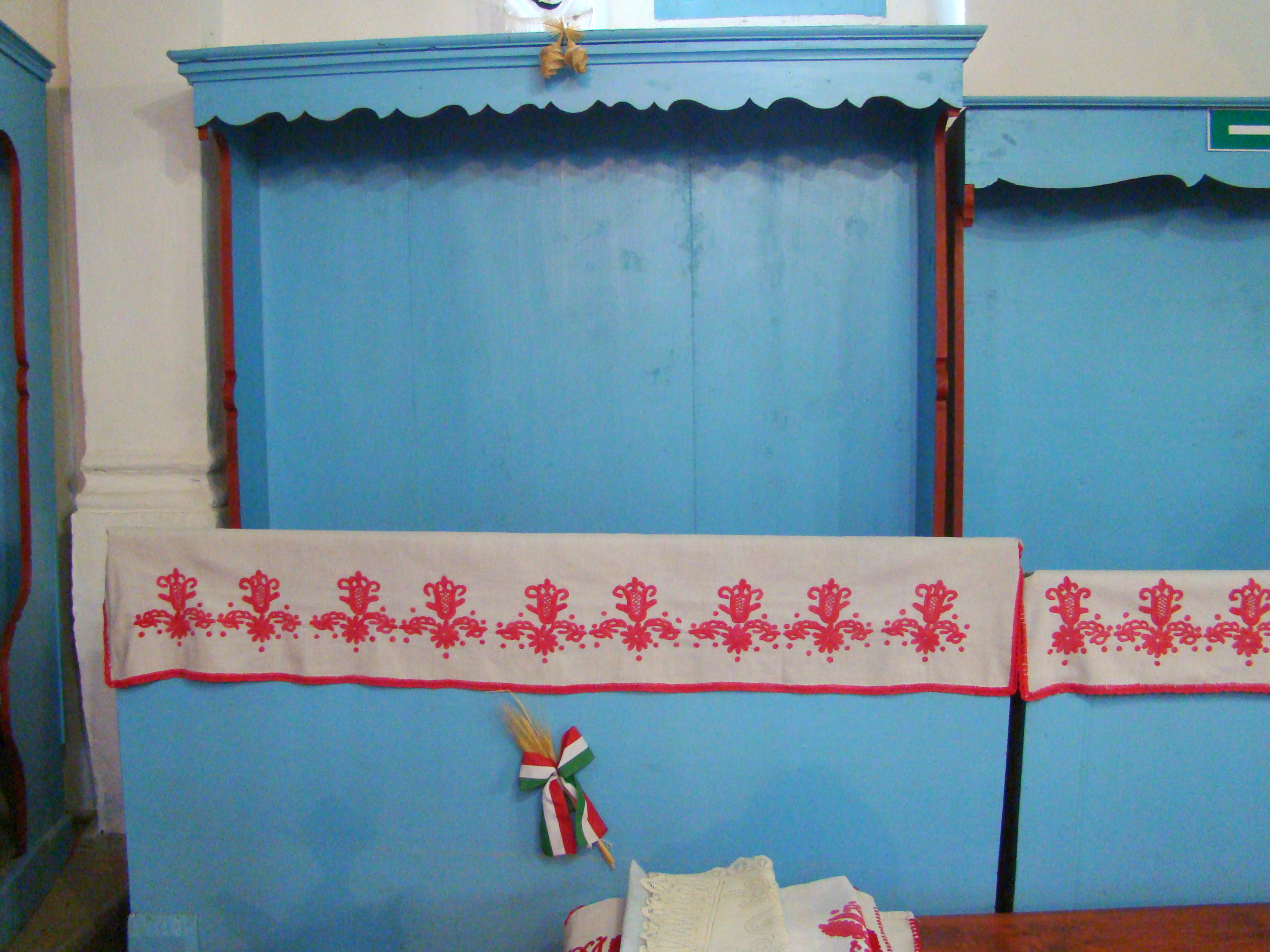
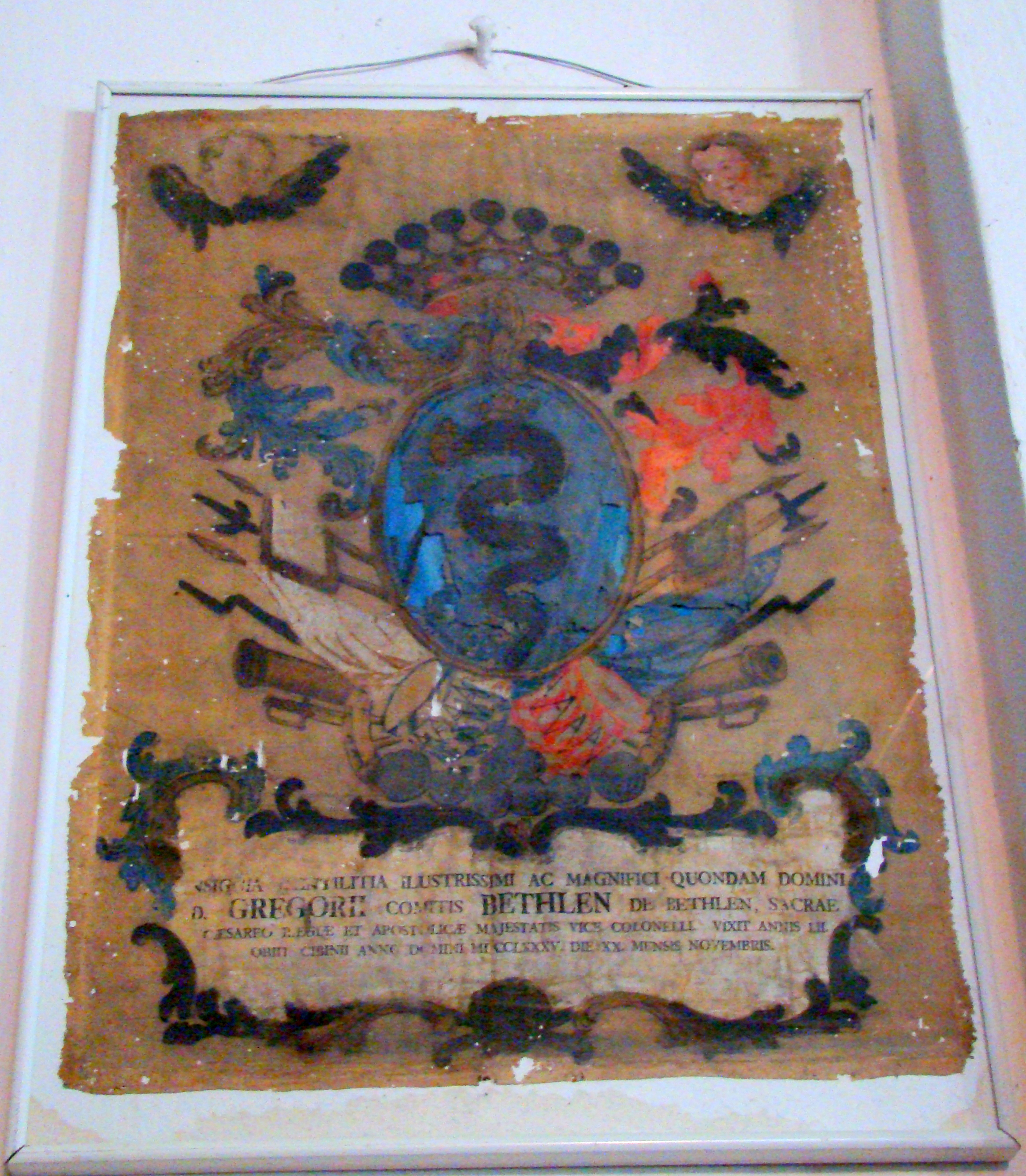
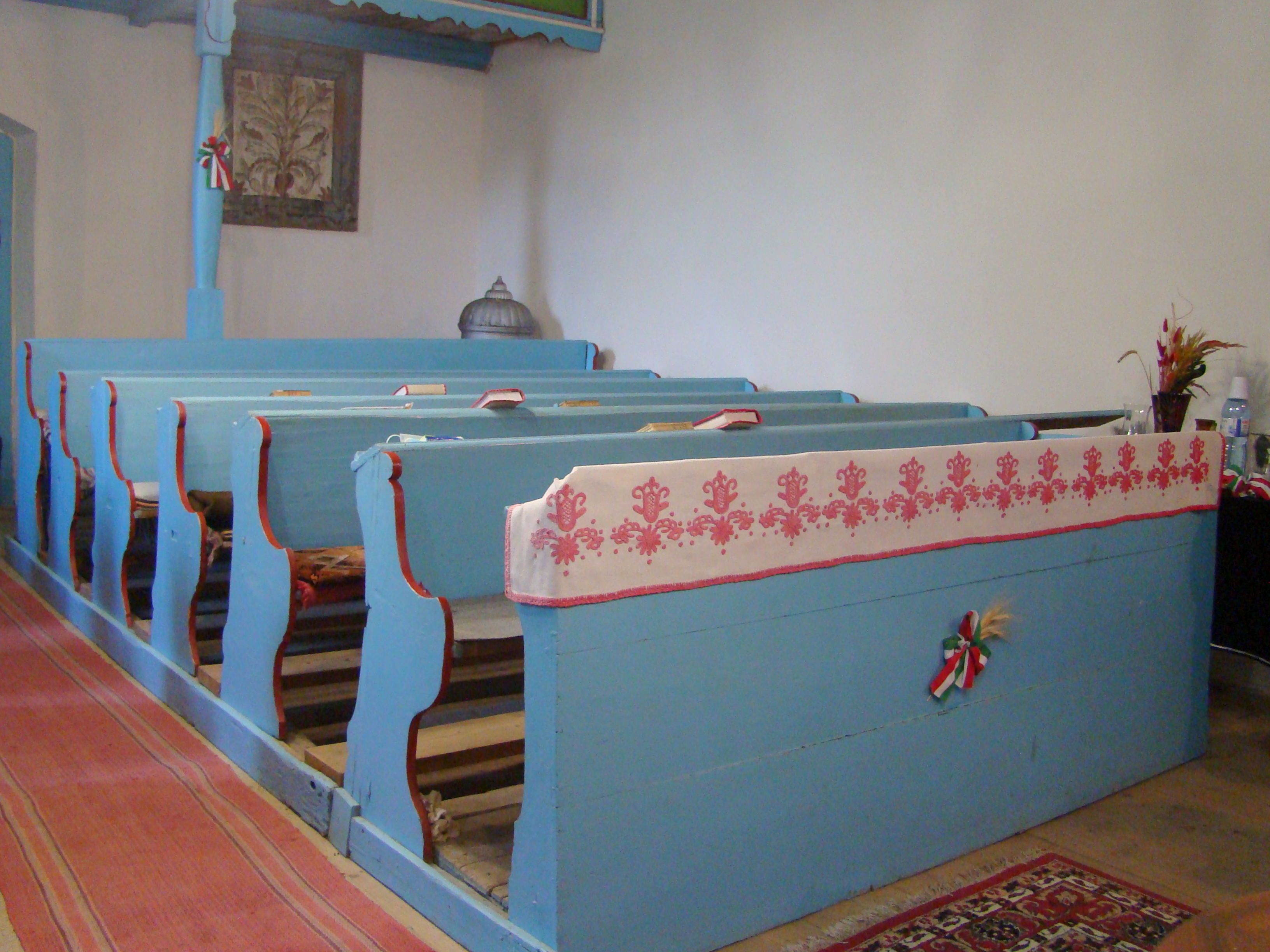
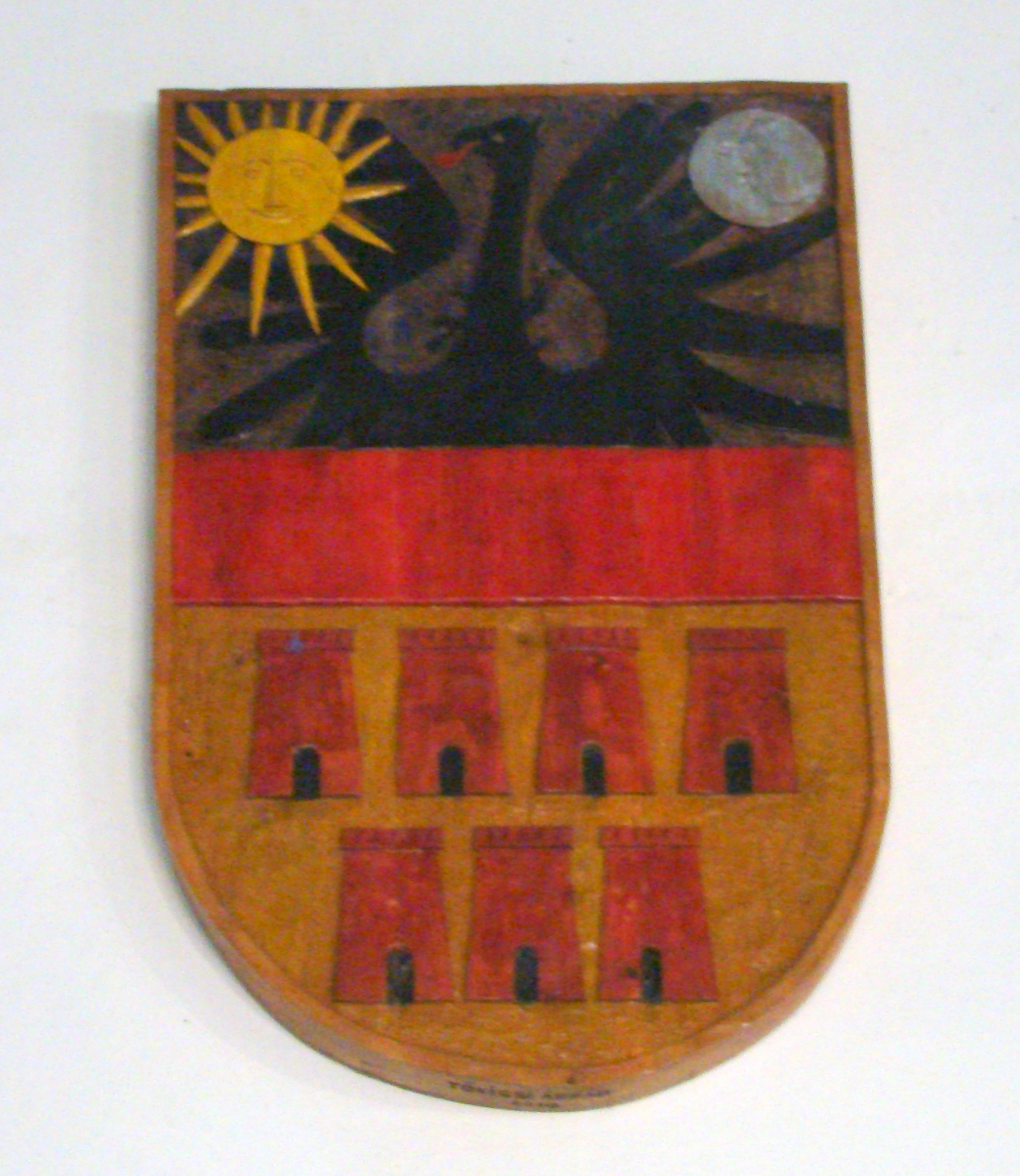
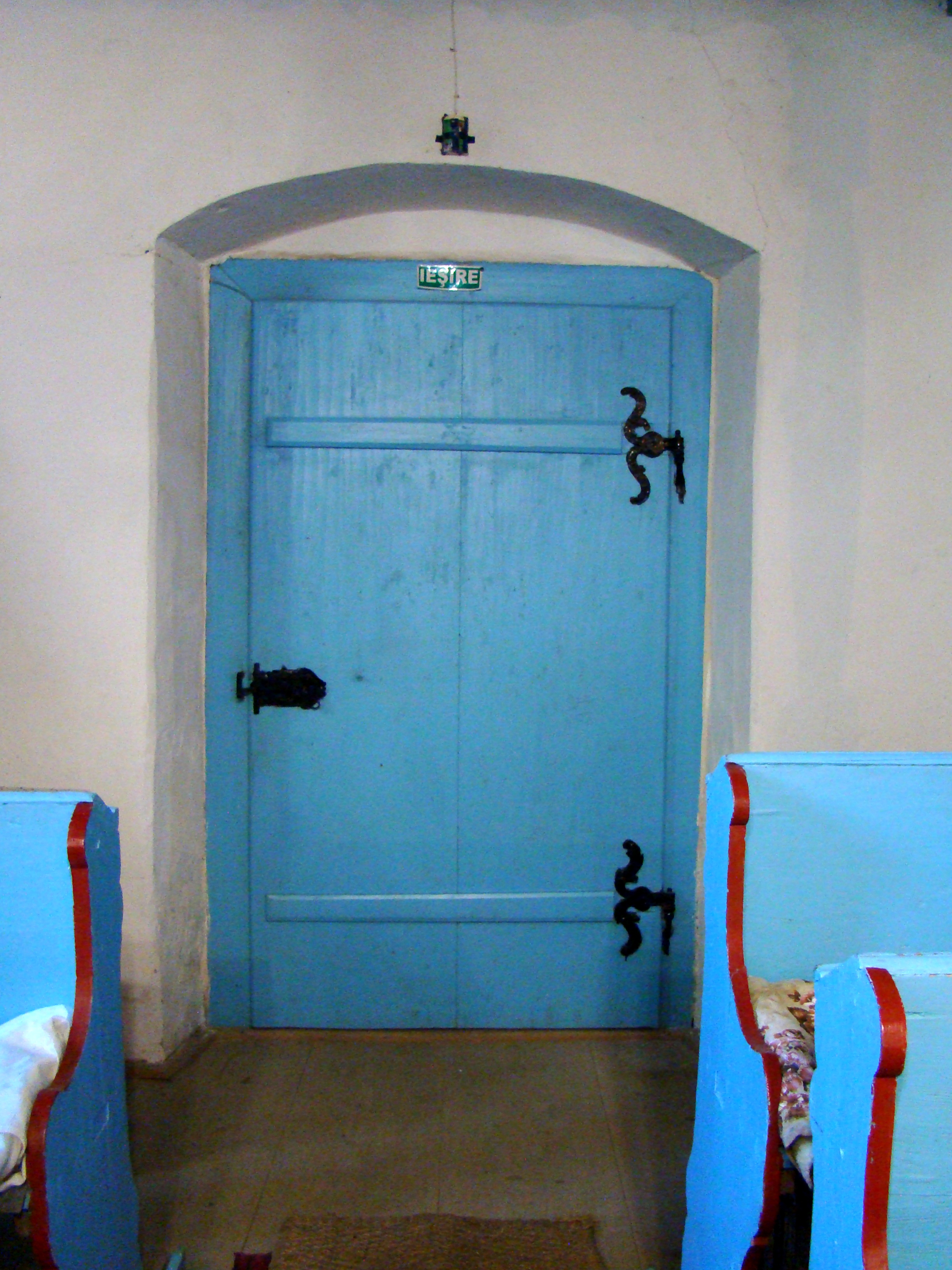
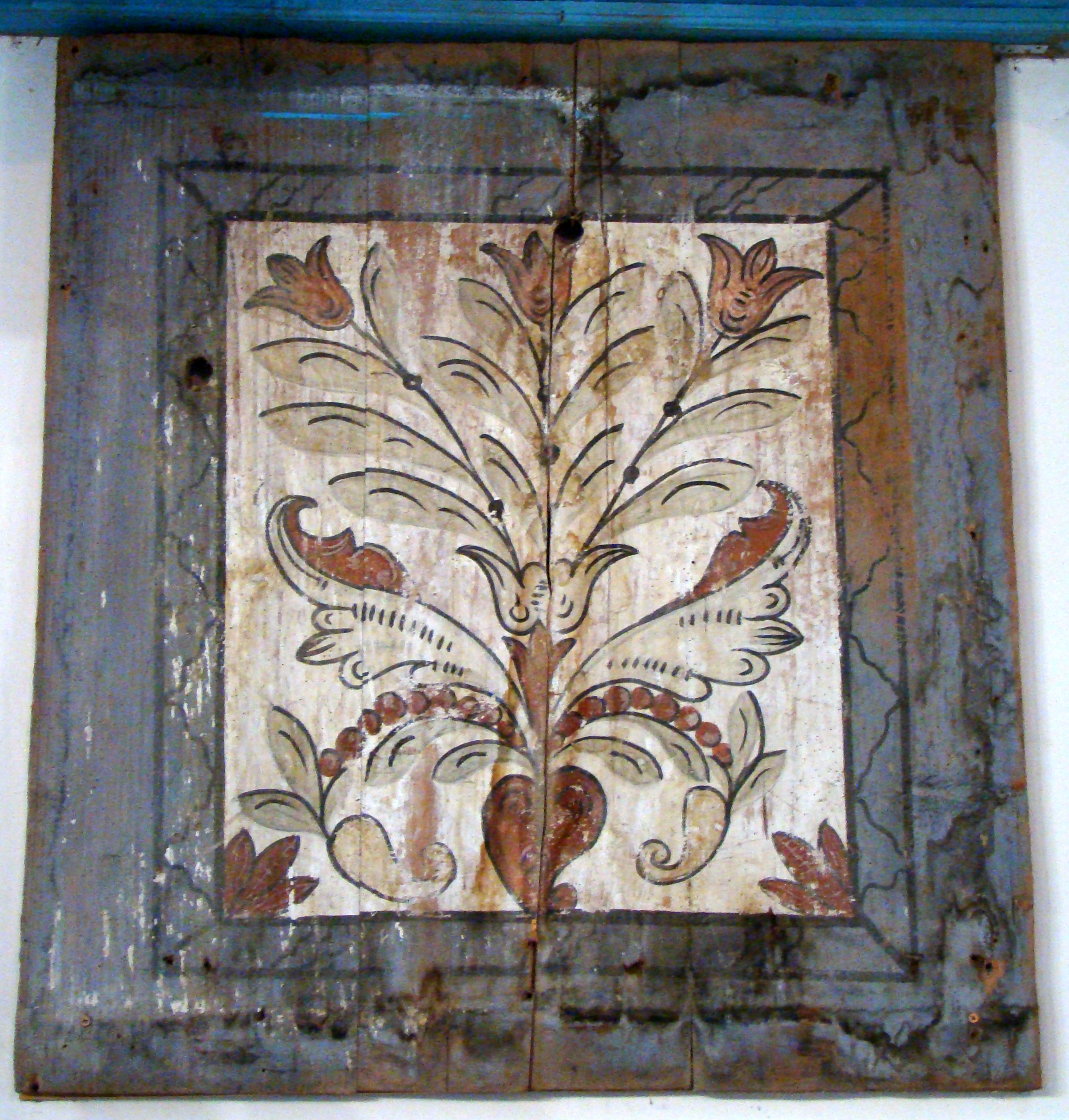
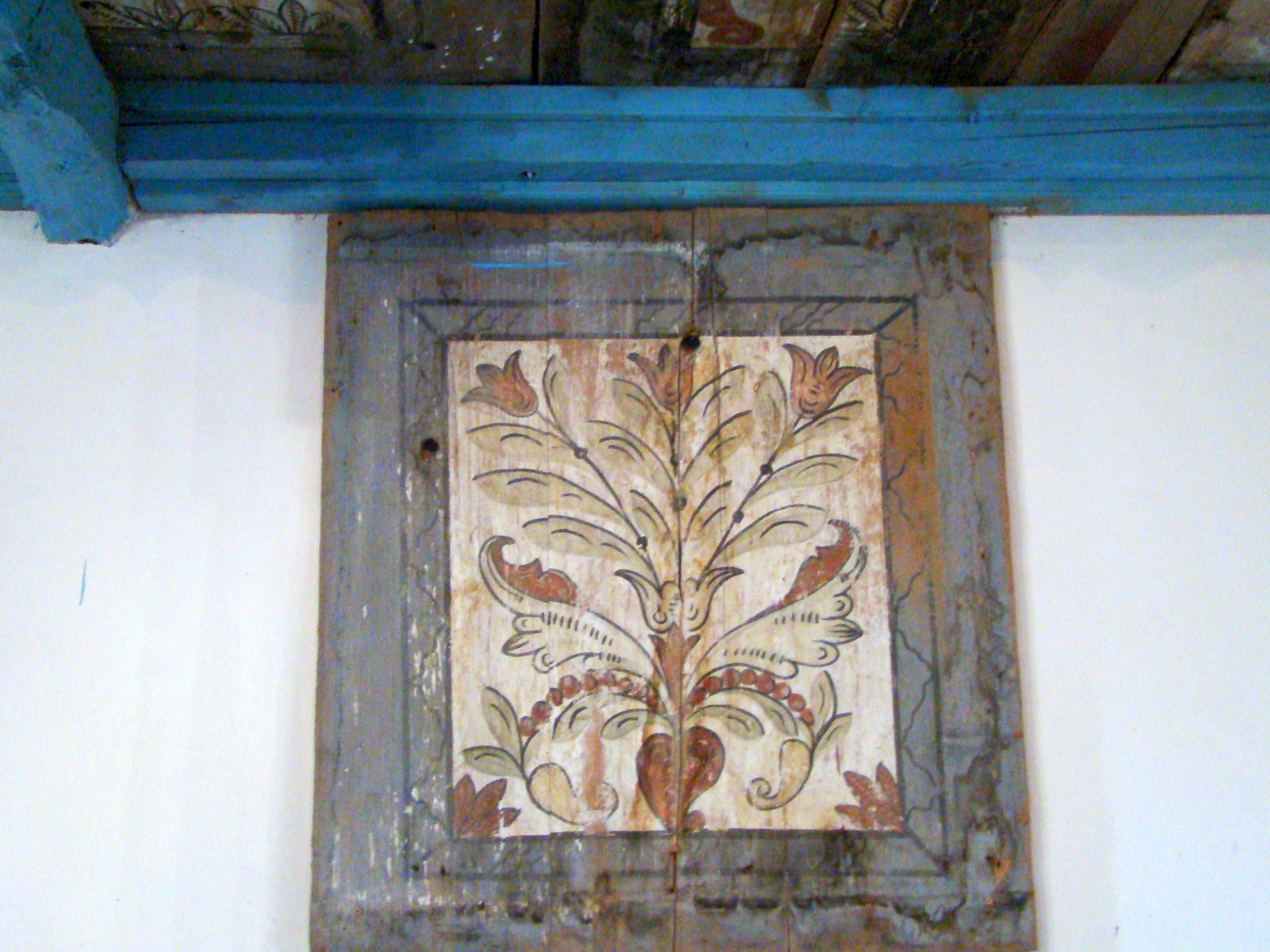
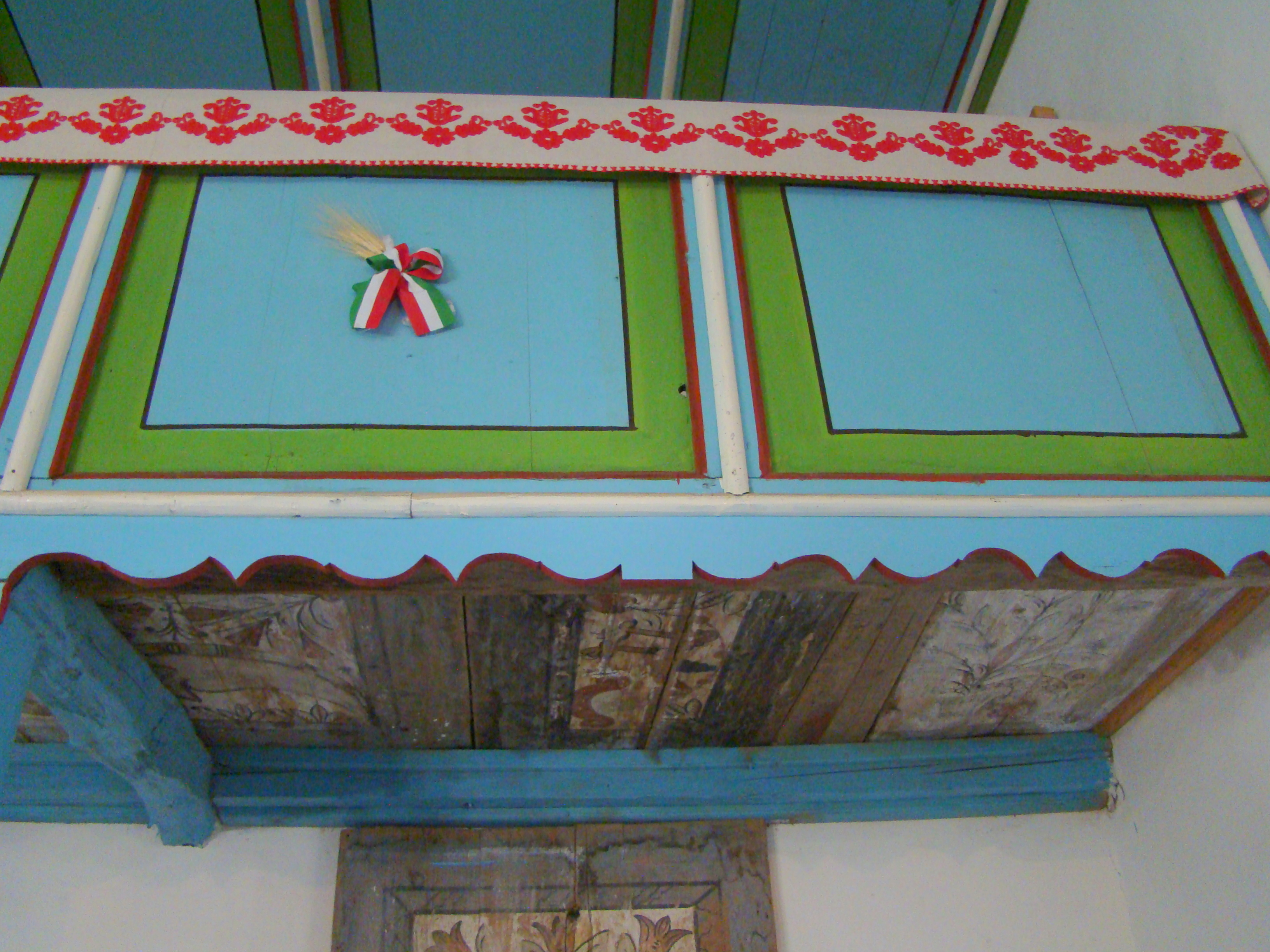
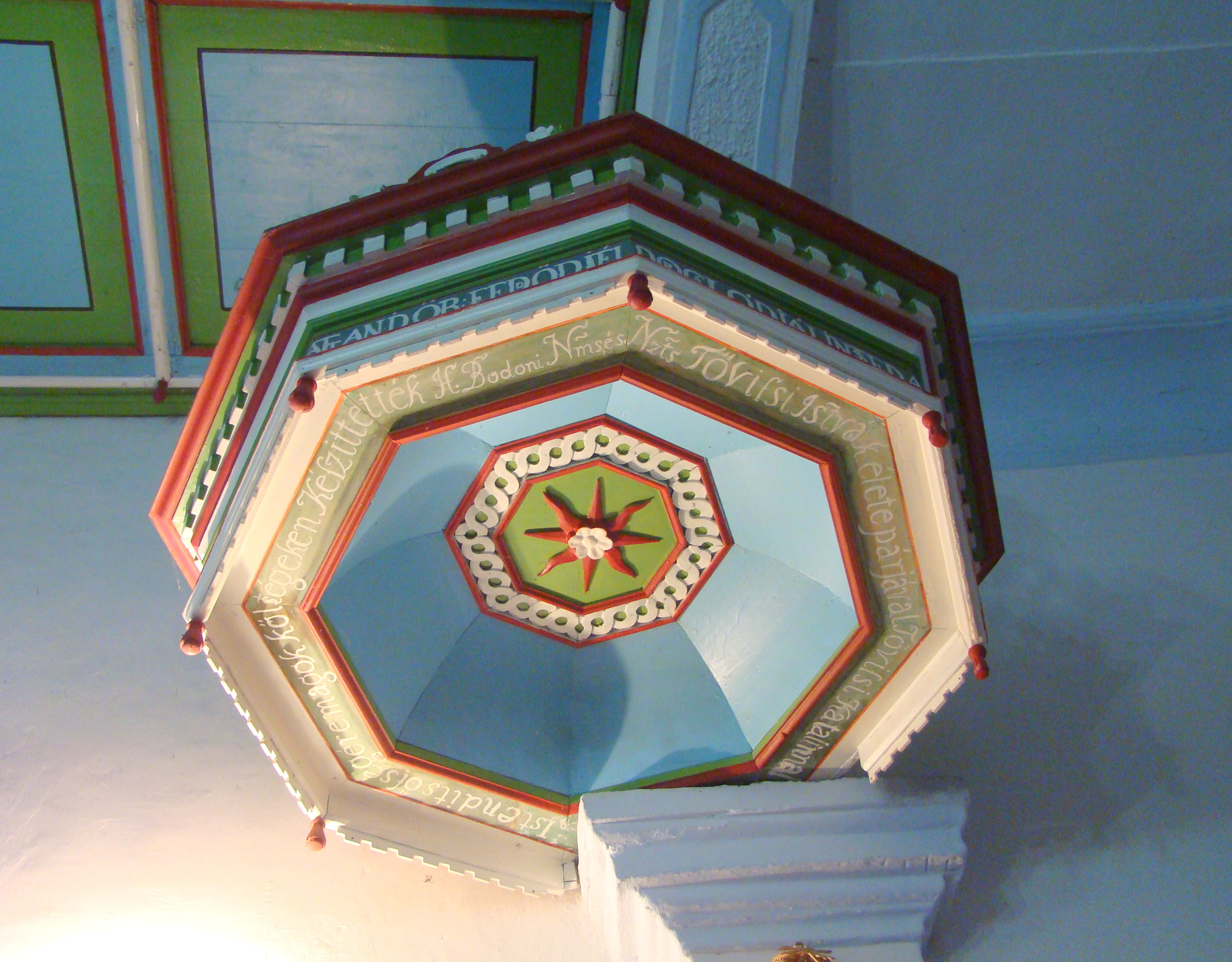
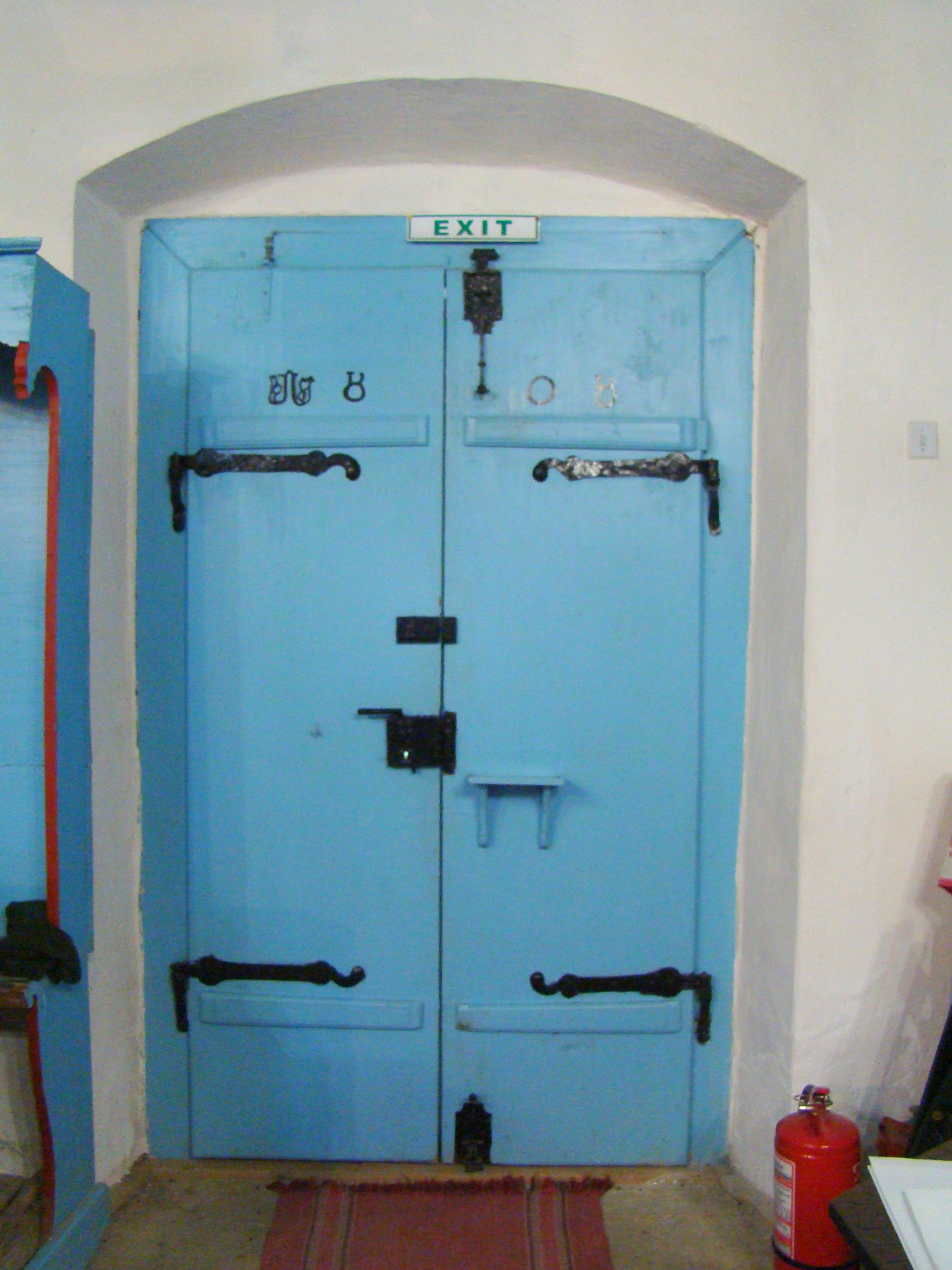
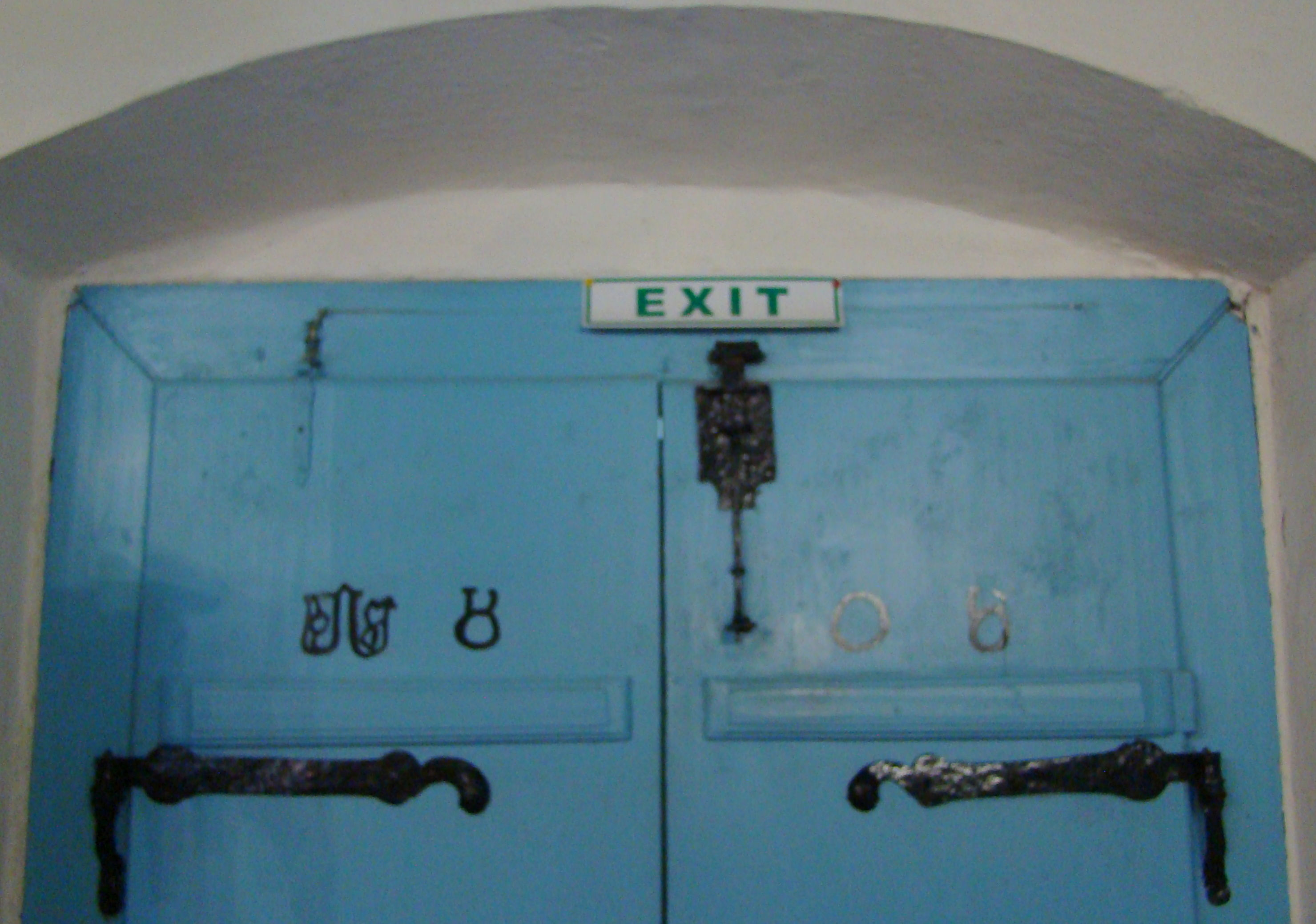
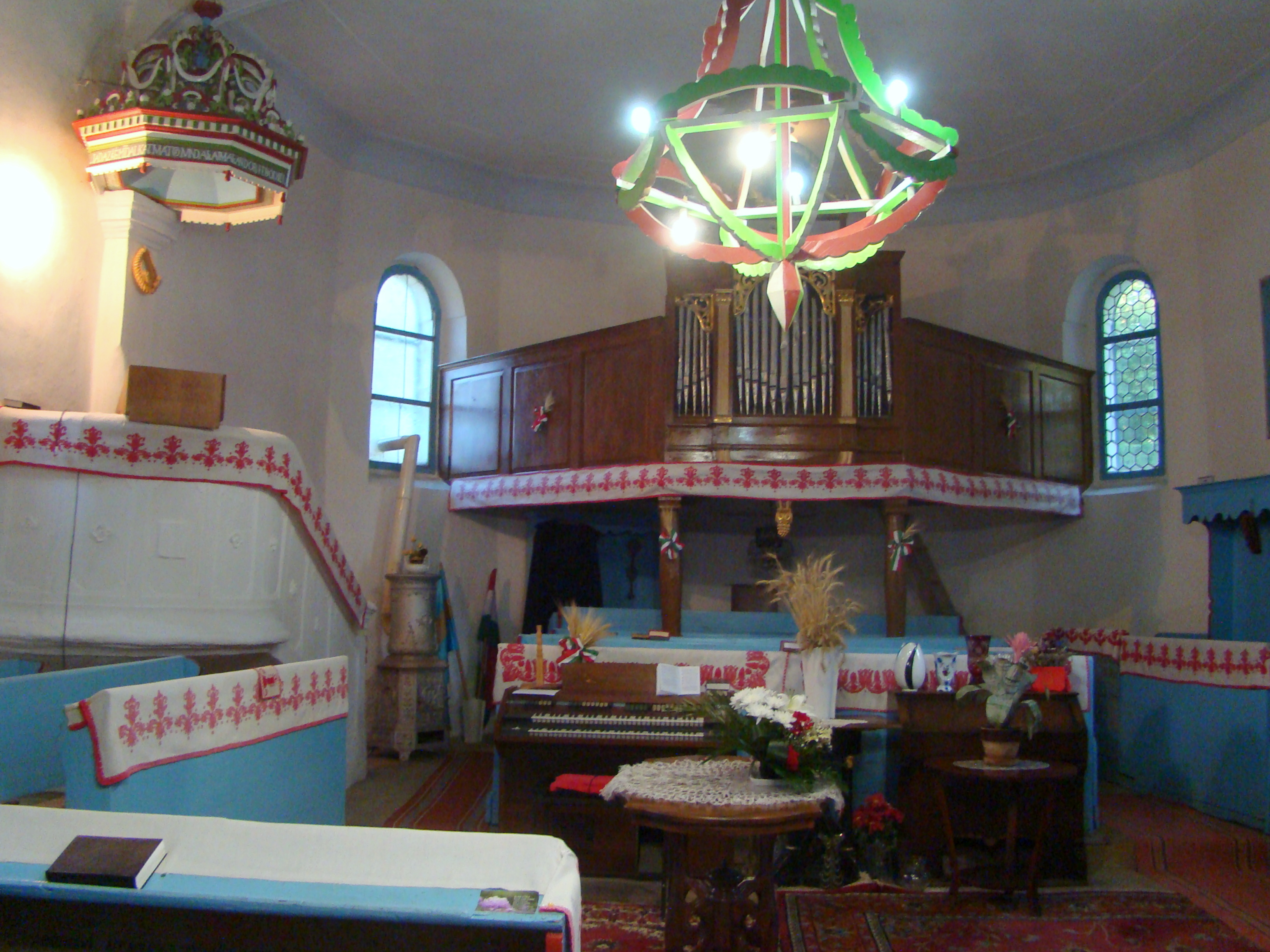
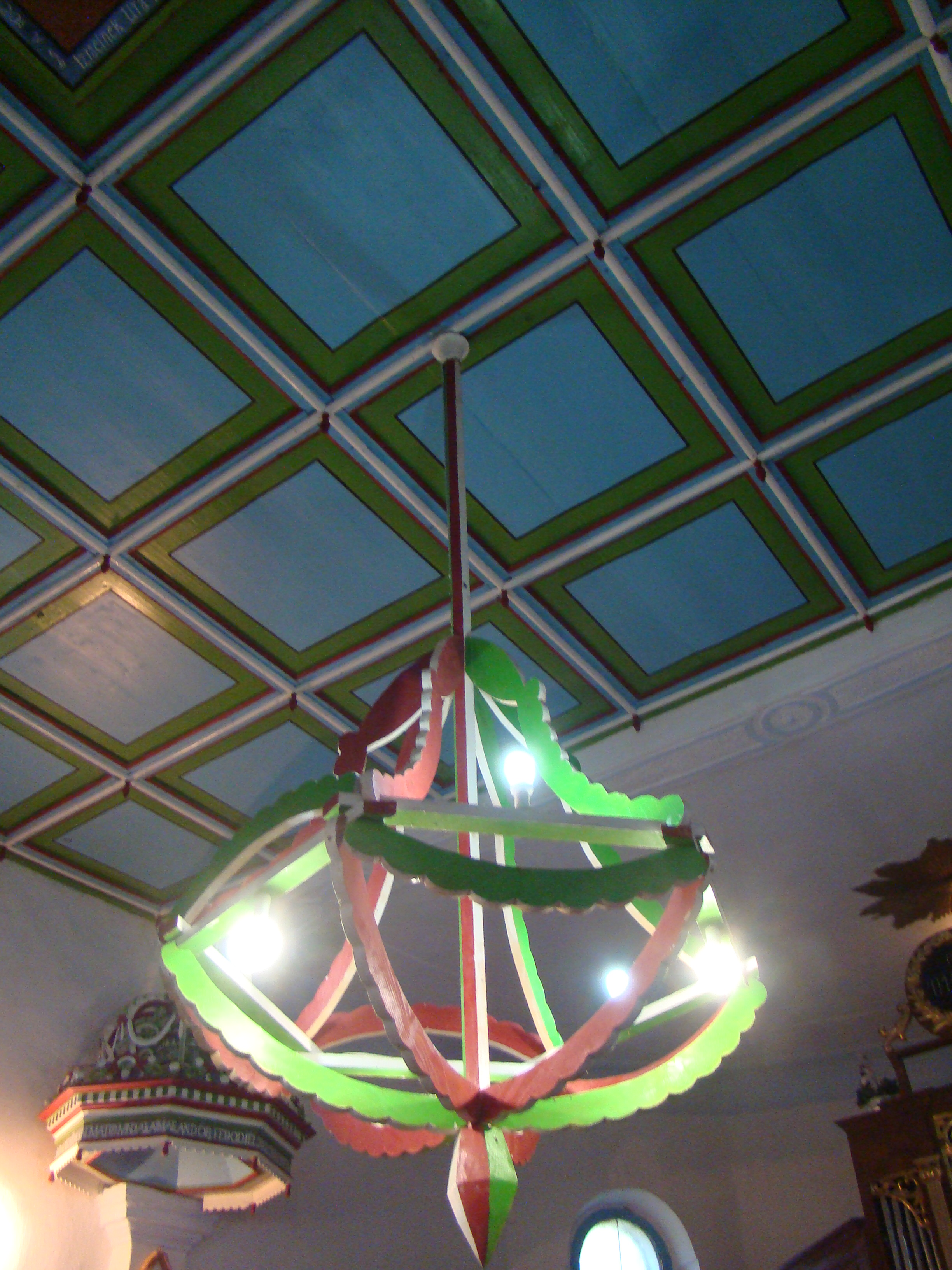
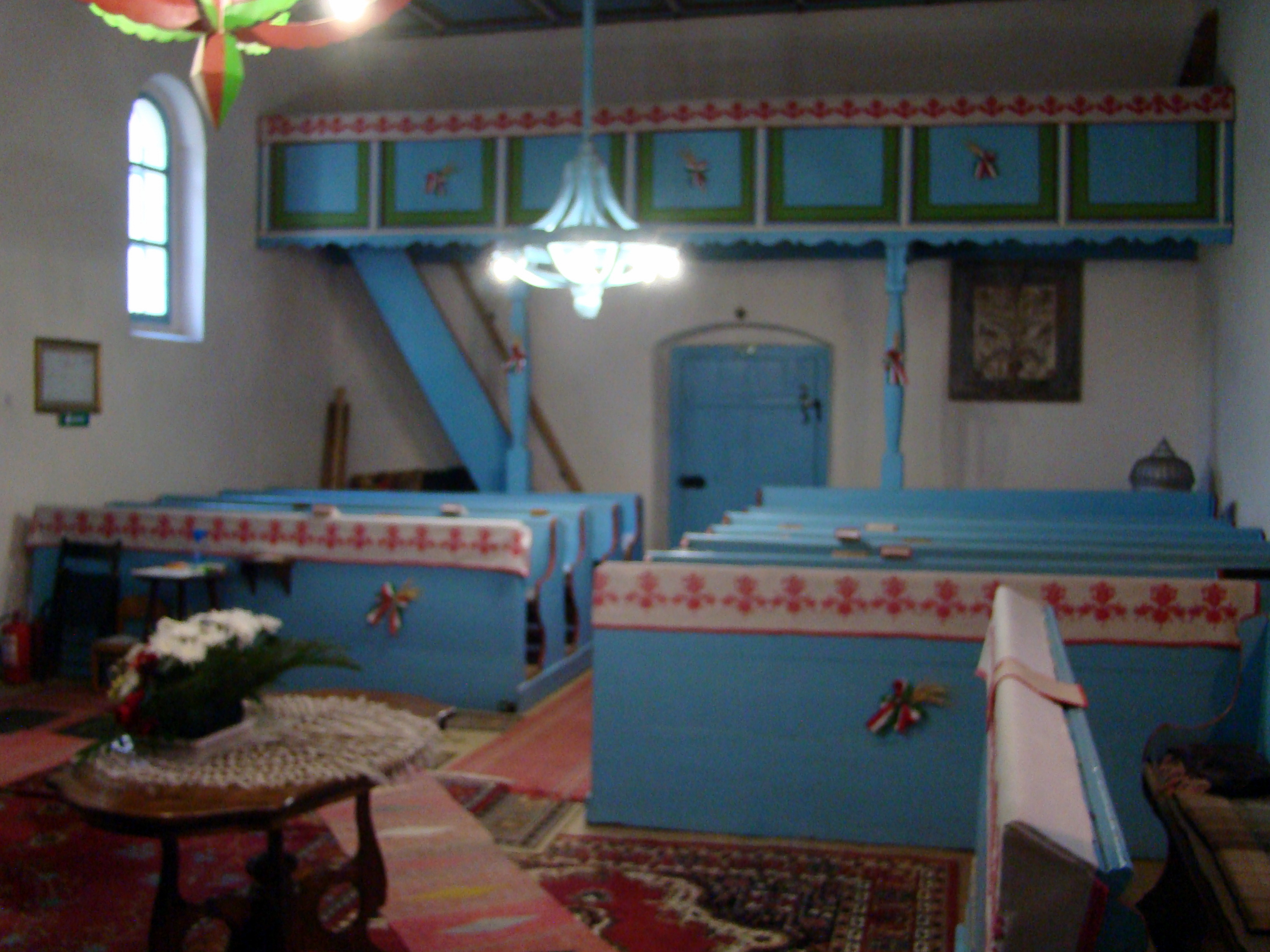
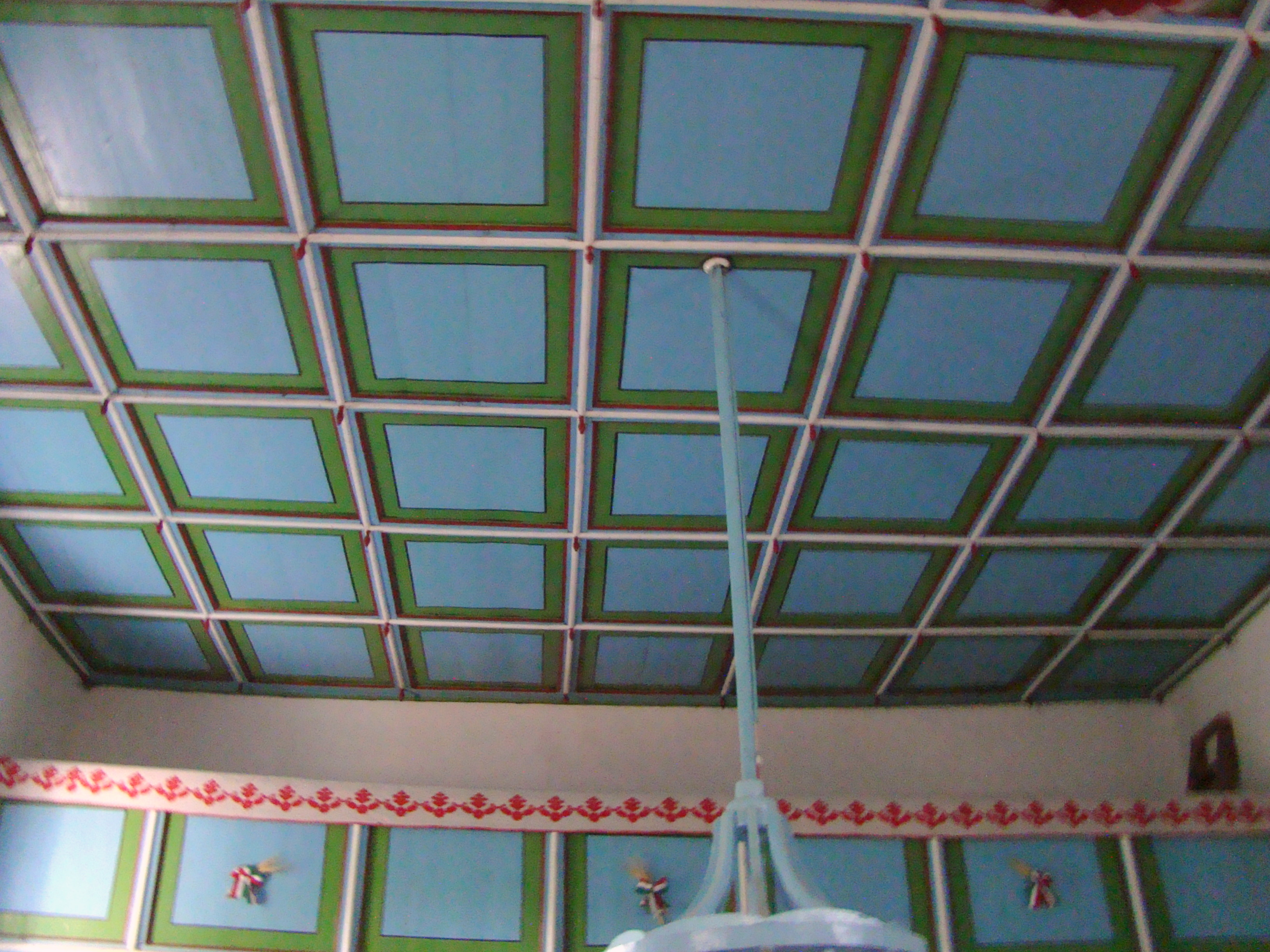
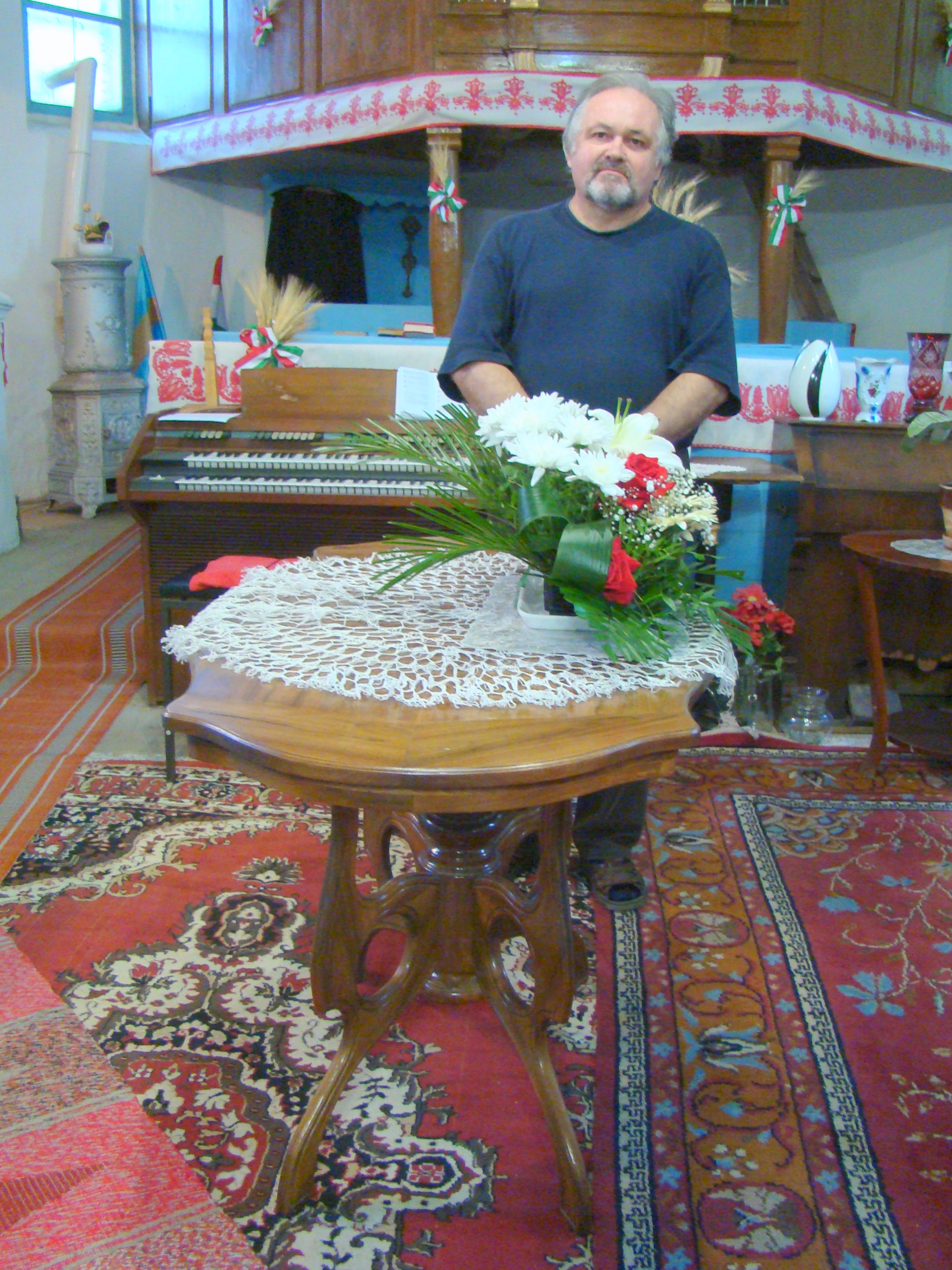
Pastorul reformat din satul Budiu Mic: Orosz Gusztáv István
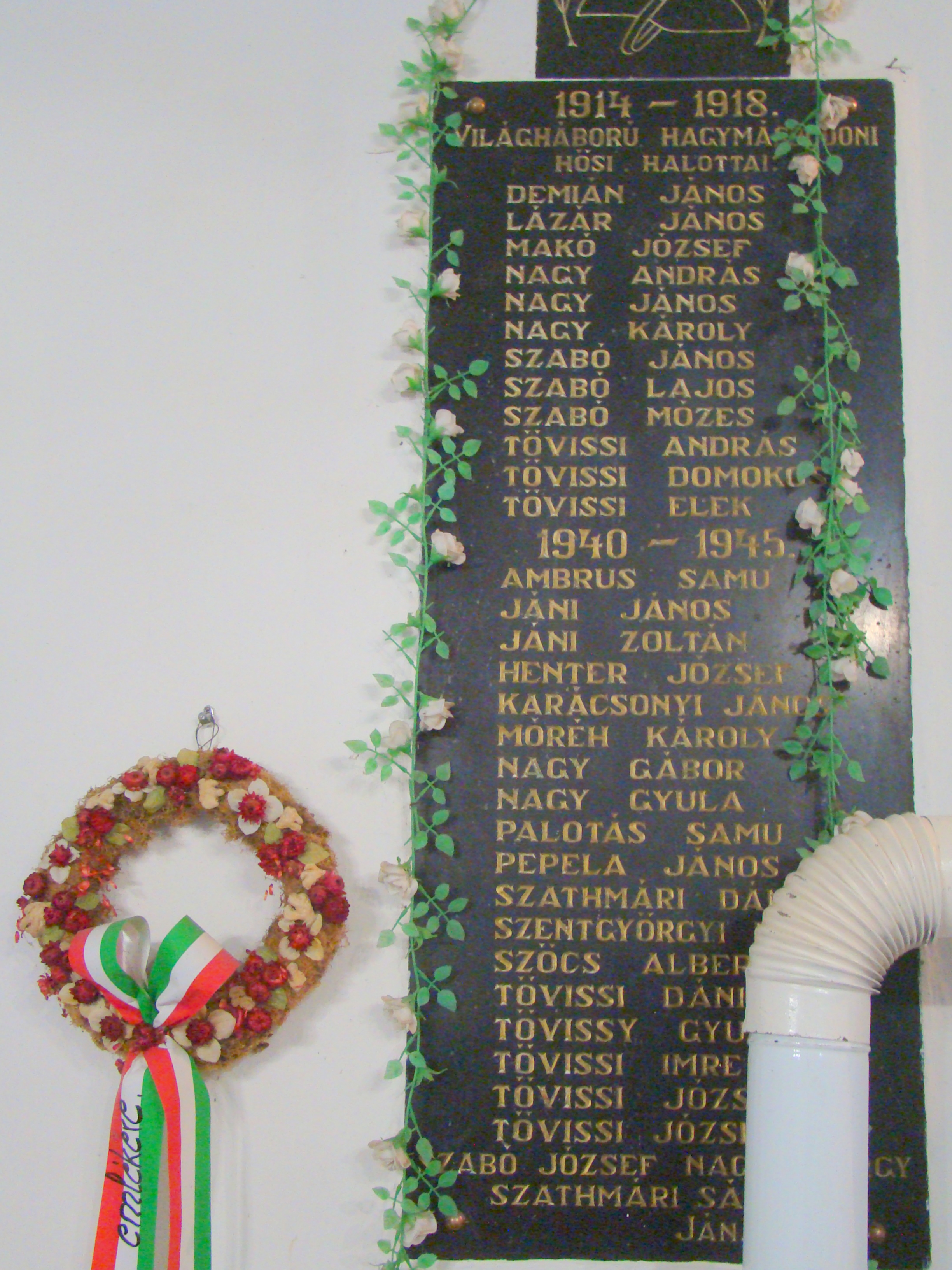
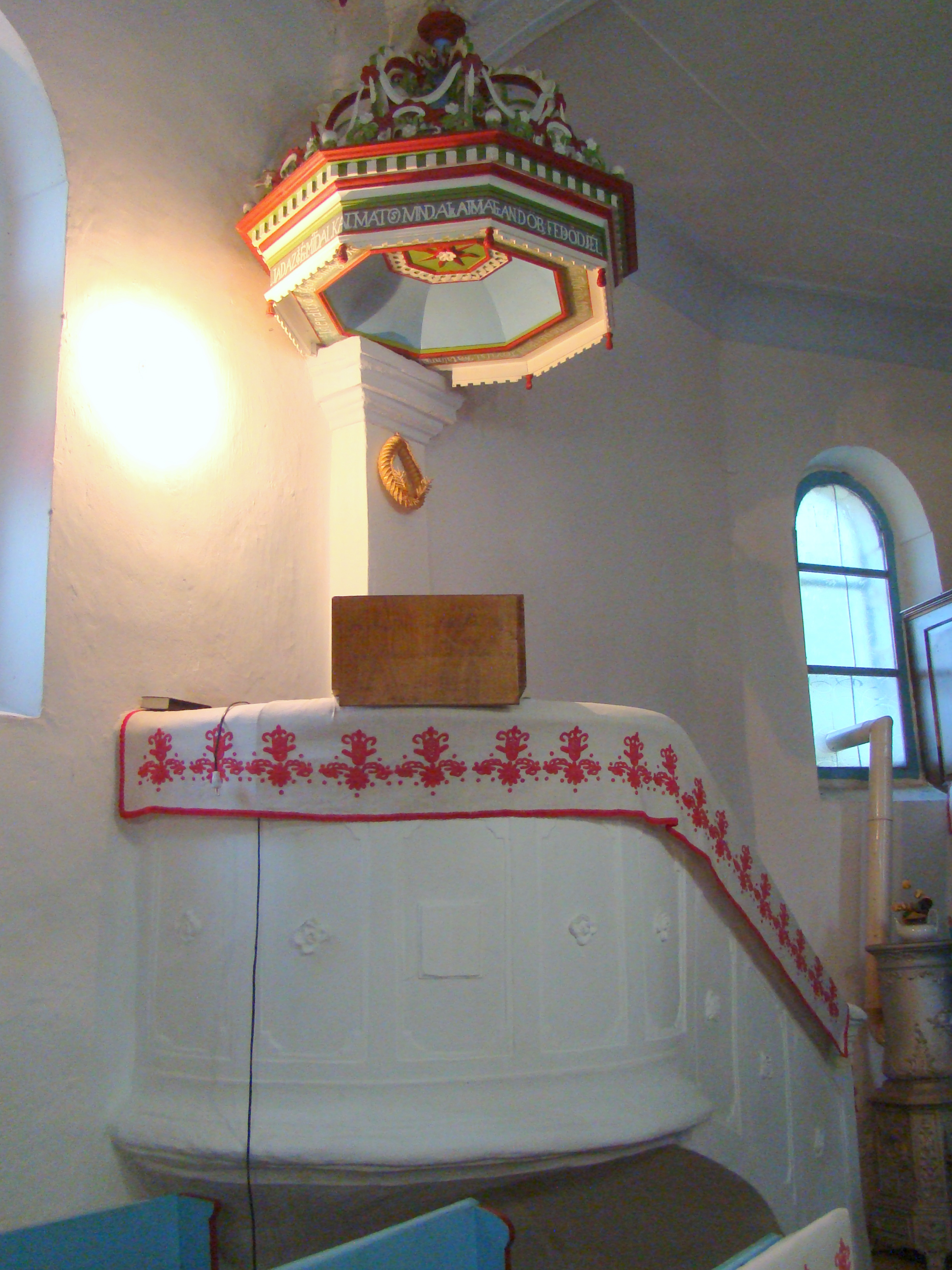
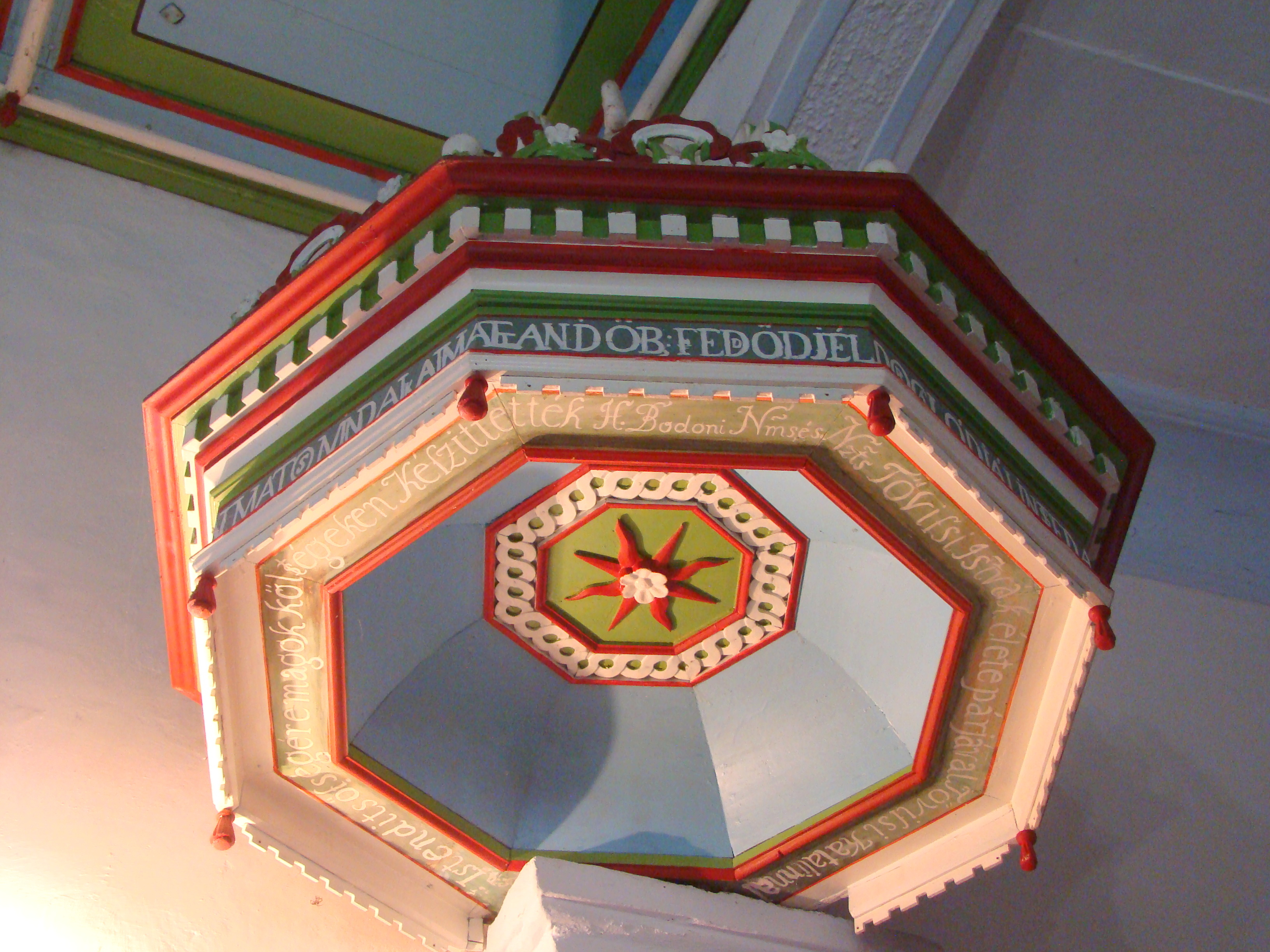
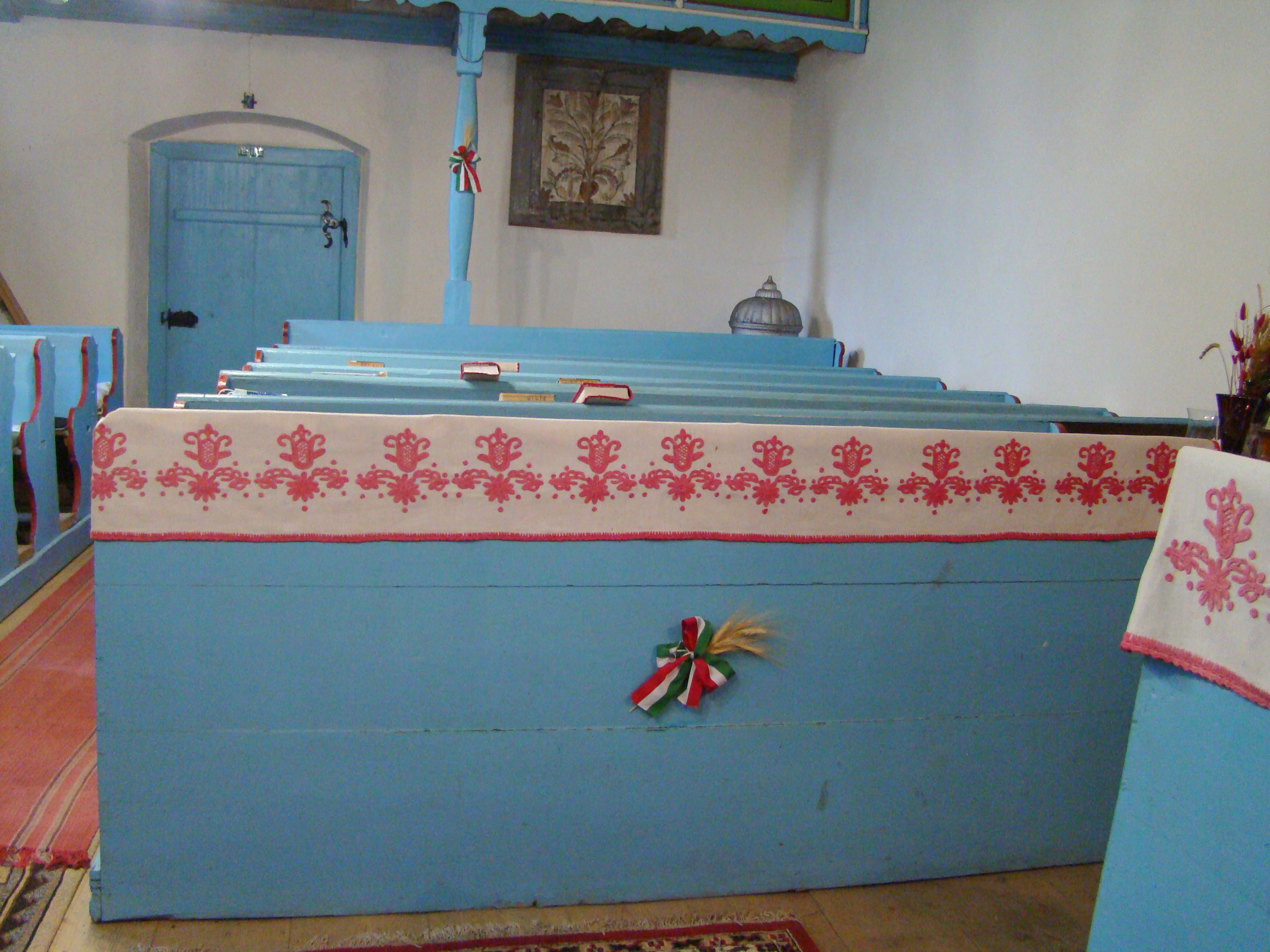
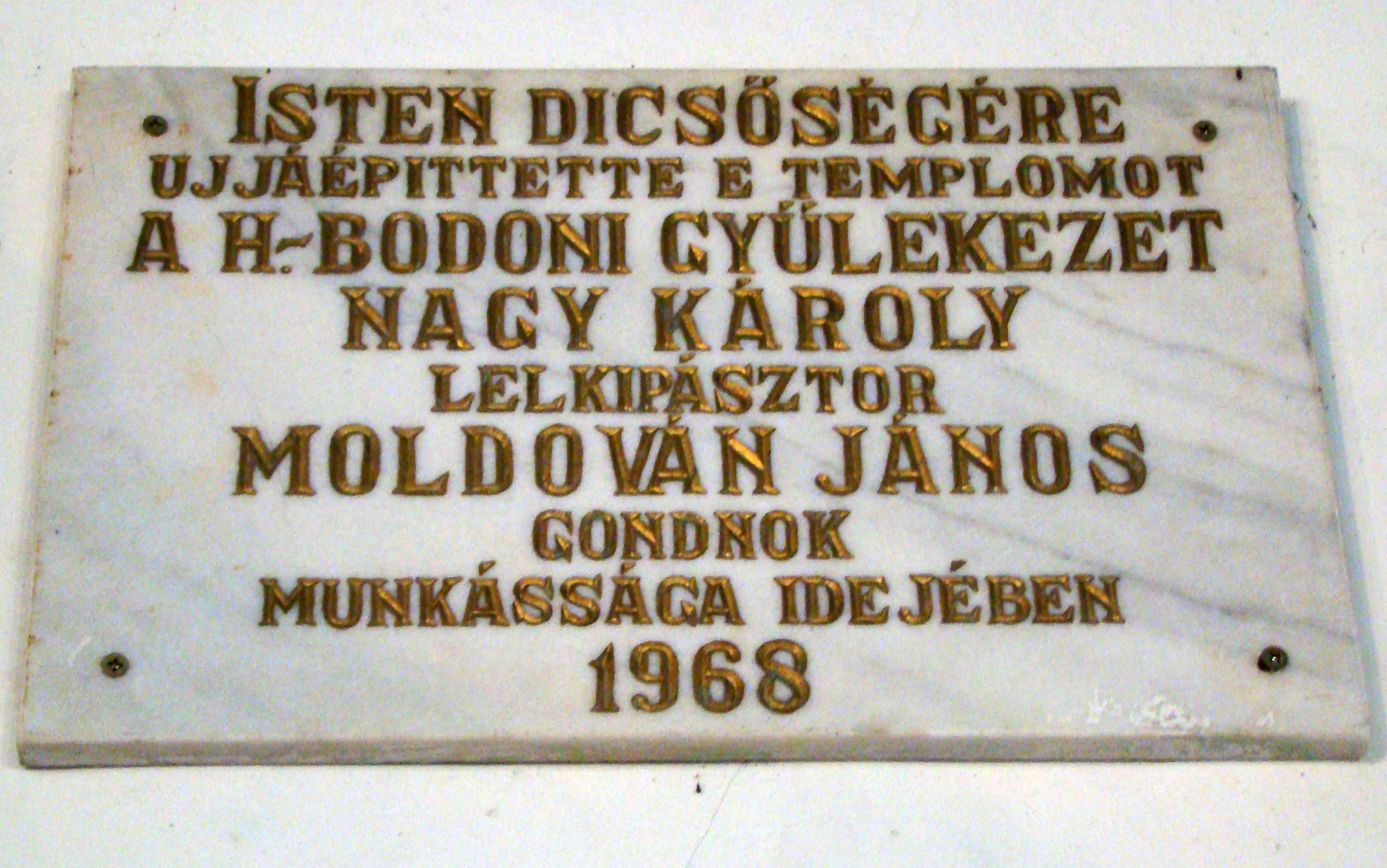
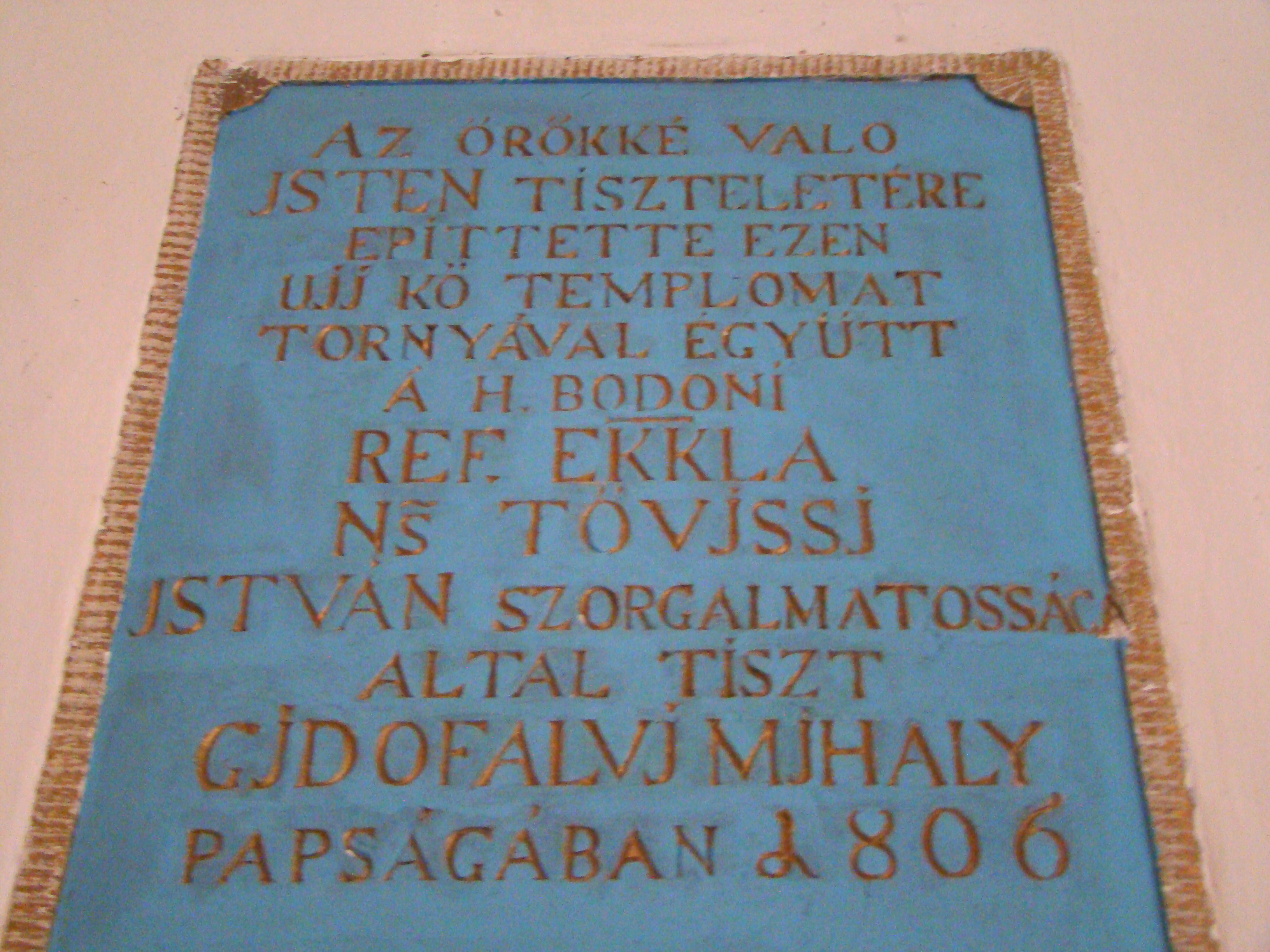
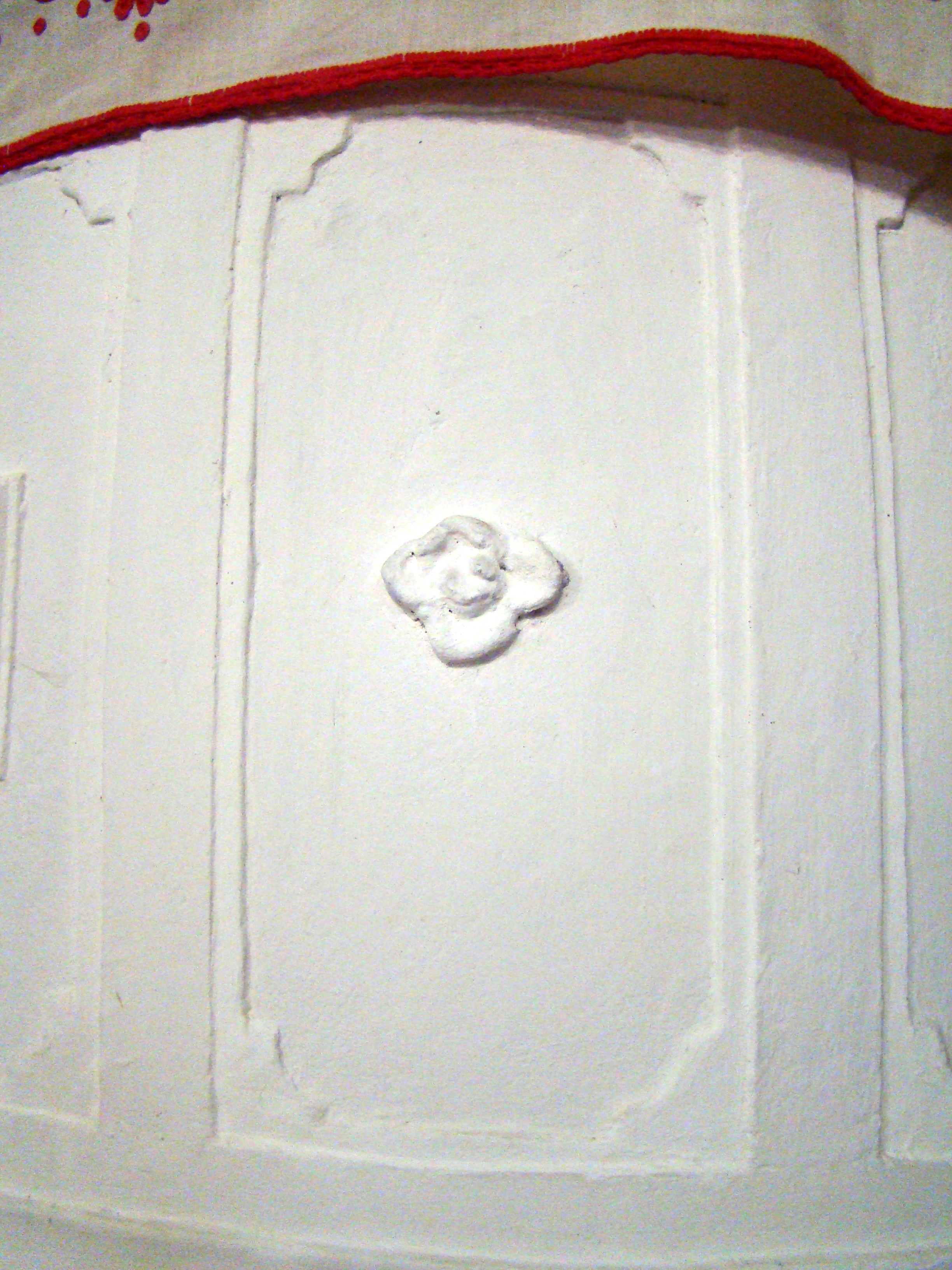
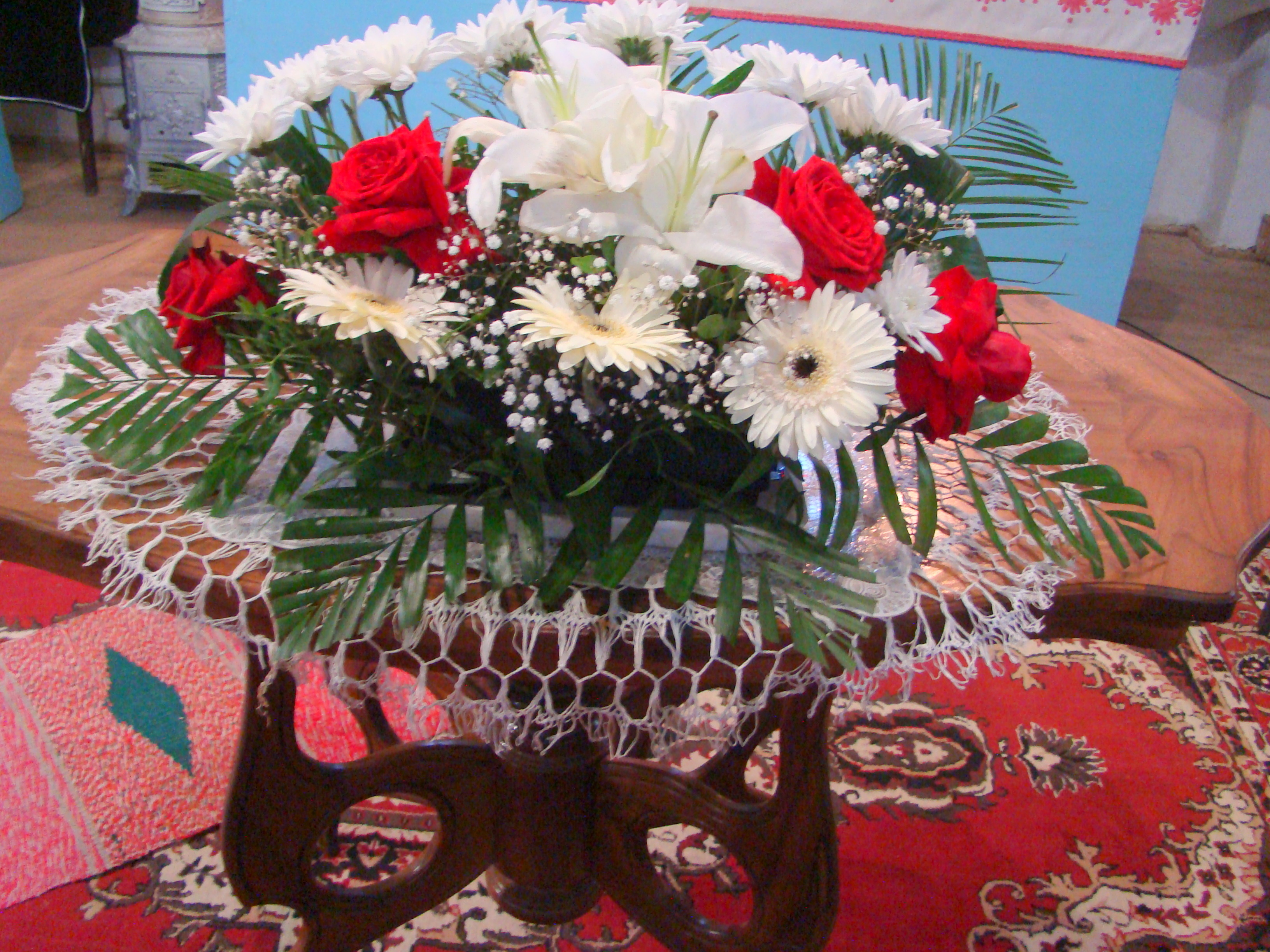
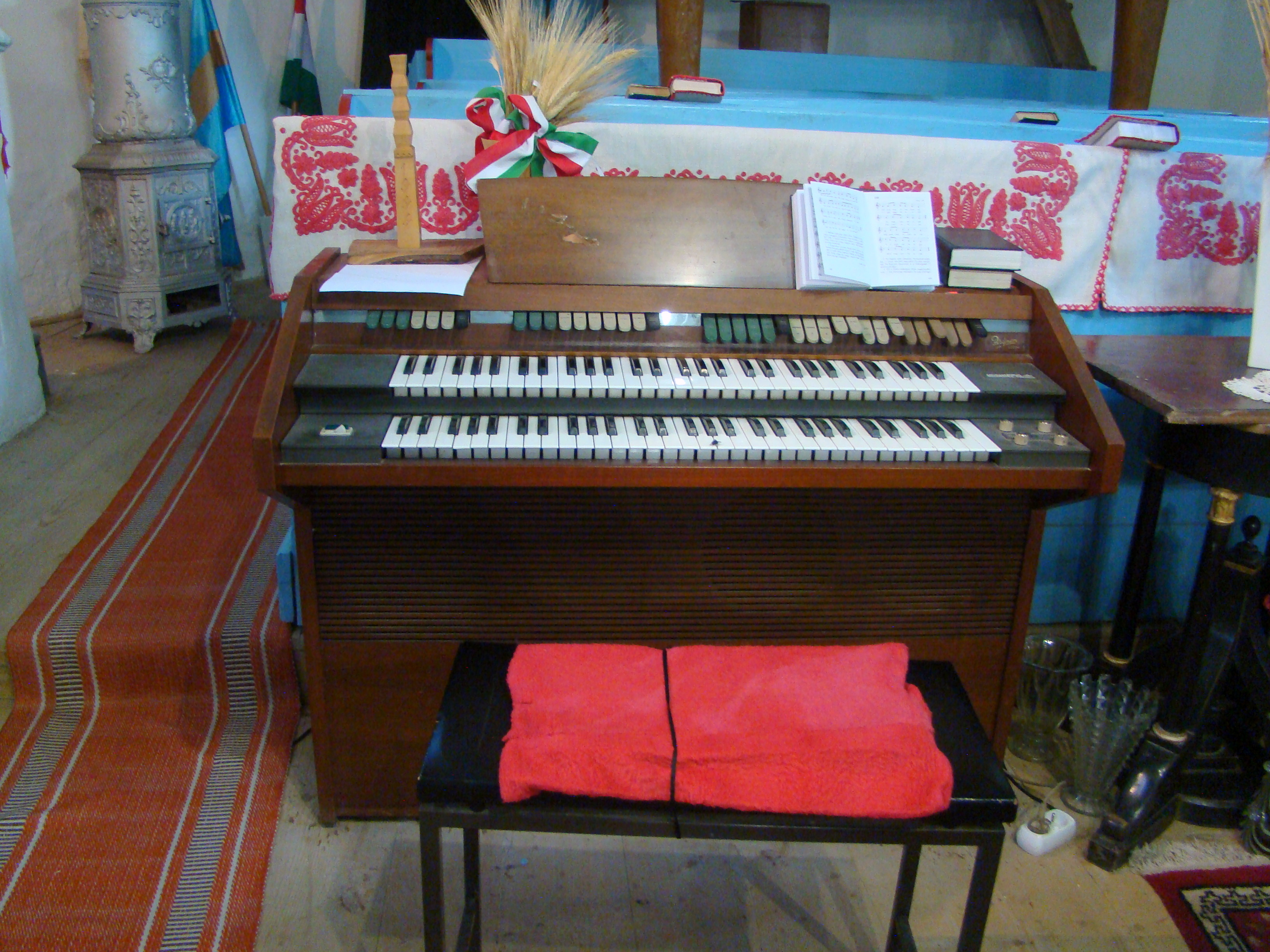
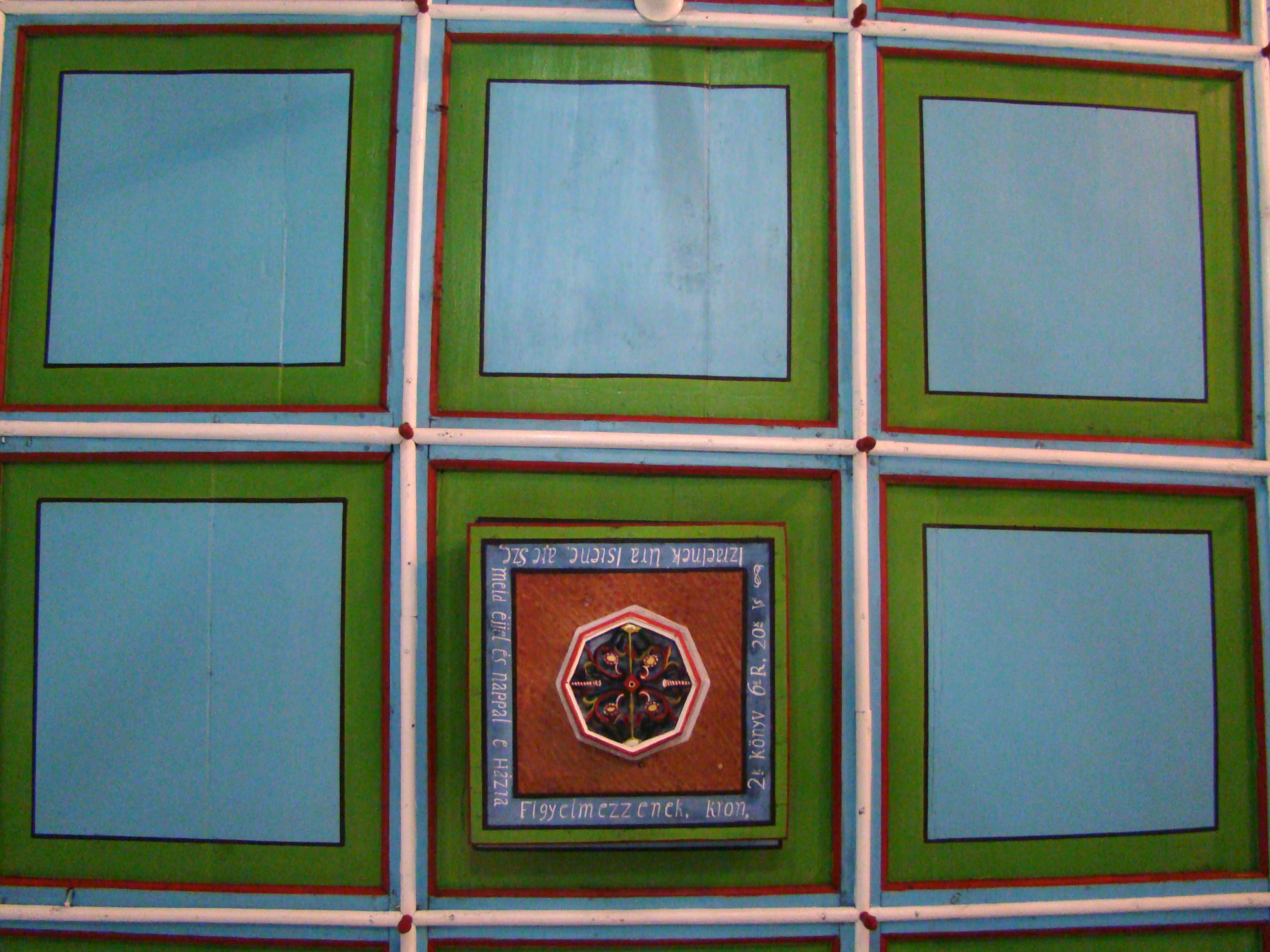
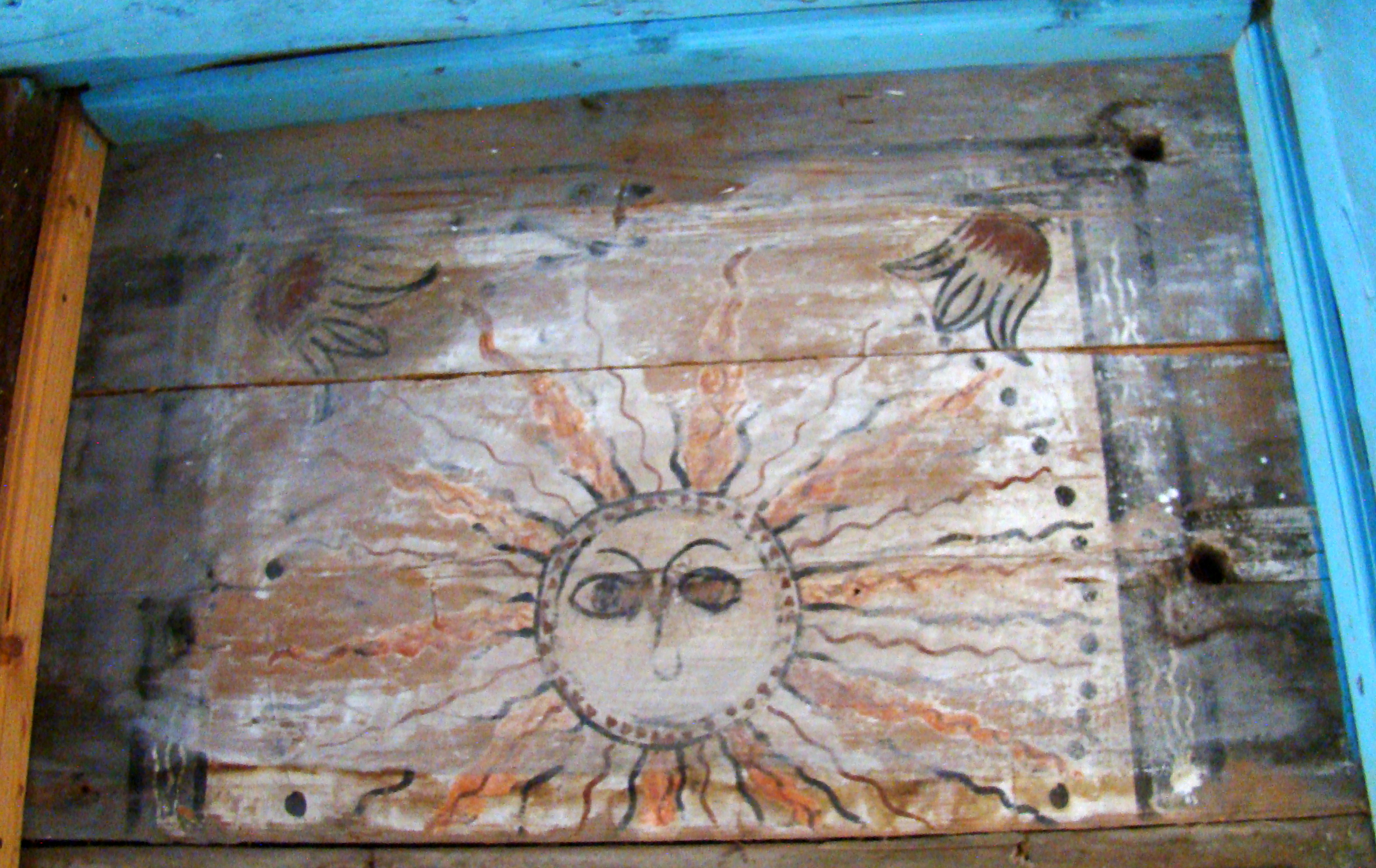